# Liste der Straßen und Plätze in Berlin-Spandau

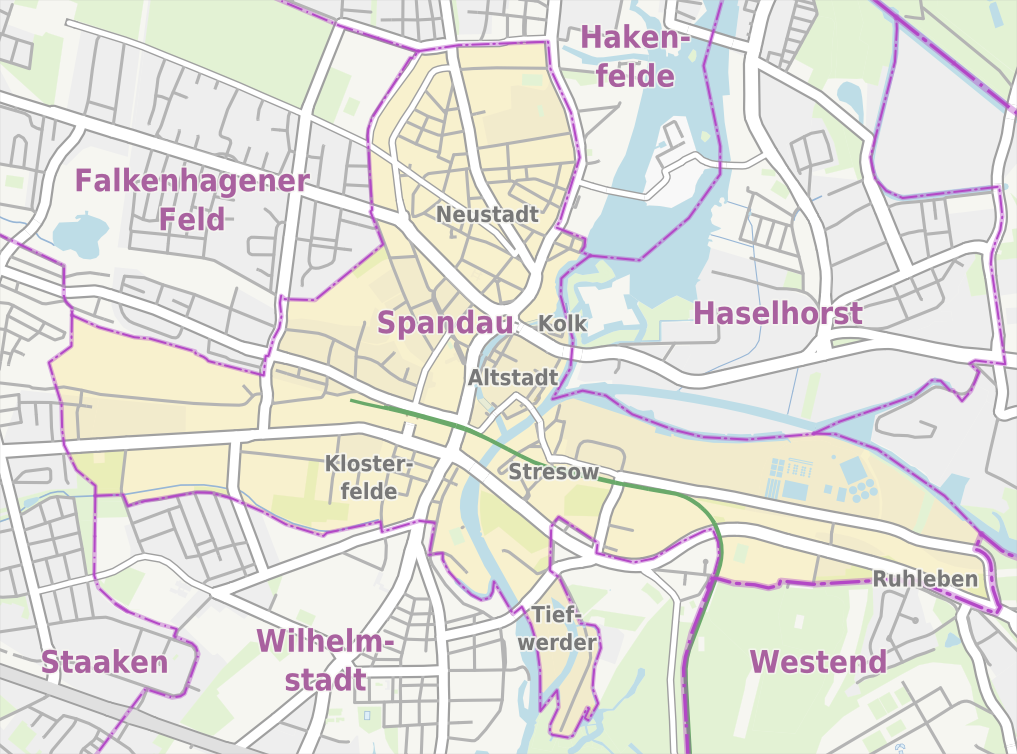
Übersichtskarte von Berlin-Spandau

Die Liste der Straßen und Plätze in Berlin-Spandau beschreibt das Straßensystem im Berliner Ortsteil Spandau mit den entsprechenden historischen Bezügen. Gleichzeitig ist diese Zusammenstellung ein Teil der Listen aller Berliner Straßen und Plätze.

## Überblick
Der Ortsteil Spandau hat 42.353 Einwohner (Stand: 31. Dezember 2024) und umfasst die Postleitzahlenbereiche 13581, 13583, 13585 13587, 13597 und 14052.

## Übersicht der Straßen und Plätze
Die nachfolgende Tabelle gibt eine Übersicht über die vorhandenen Straßen und Plätze im Ortsteil sowie einige dazugehörige Informationen.
- Name/Lage: aktuelle Bezeichnung der Straße oder des Platzes. Über den Link Lage kann die Straße oder der Platz auf verschiedenen Kartendiensten angezeigt werden. Die Geoposition gibt die Lage der ungefähren Mitte der Straßenlänge an.
- Im amtlichen Straßenverzeichnis nicht aufgeführte Verkehrswege sind mit * gekennzeichnet.
- Ehemalige oder nicht mehr gültige Straßennamen sind kursiv gesetzt. Für bedeutende ehemalige Straßen oder historische Straßennamen ist gegebenenfalls eine gesonderte Liste vorhanden.
- Länge/Maße in Metern:
Die in der Übersicht enthaltenen Längenangaben sind  gerundete Übersichtswerte, die in Google Earth mit dem dortigen Maßstab ermittelt wurden. Sie dienen Vergleichszwecken und werden, sofern amtliche Werte bekannt sind, ausgetauscht und gesondert gekennzeichnet.
Bei Plätzen sind die Maße in der Form a × b für rechteckige Anlagen und für (ungefähr) dreieckige Anlagen als a × b × c mit a als längster Seite angegeben.
Sofern die Straße auch in benachbarte Ortsteile weiterführt, gibt der Zusatz ‚im Ortsteil‘ an, wie lang der Straßenabschnitt innerhalb des Ortsteils dieses Artikels ist.
- Namensherkunft: Ursprung oder Bezug des Namens.
- Anmerkungen: weitere Informationen über anliegende Baudenkmale oder Institutionen, die Geschichte der Straße und historische Bezeichnungen.
- Bild: Foto der Straße oder eines anliegenden Objektes.

| Name/Lage                        | Länge/Maße (in Metern)        | Namensherkunft | Datum der Benennung | Anmerkungen | Bild                                                                                |
| -------------------------------- | ----------------------------- | --- | ------------------- | --- | ----------------------------------------------------------------------------------- |
| Achenbachstraße (Lage)           | 0110                          | Heinrich von Achenbach (1829–1899), Jurist und Politiker, Oberpräsident der Provinz Brandenburg | 1898                | Die 1890 neu angelegte Straße hieß Kreuzstraße, weil sie zur Kreuzung der Moltke- und Bismarckstraße führte. Die Namensgebung erfolgte aus Dankbarkeit, weil Achenbach dem Verschönerungsverein die Abhaltung von Lotterien genehmigte, aus deren Erlösen der Unterhalt der vom Verein geschaffenen öffentlichen Anlagen mitfinanziert wurde. Ende 1950er Jahre wurde der südliche Straßenabschnitt in die Umgestaltung des Falkenseer Platzes einbezogen. | Achenbachstraße                                                                     |
| Ackerstraße (Lage)               | 0470                          | die in der Gegend liegenden Äcker | 1861                | Die neu entstandene Straße wurde zwischen Berg- und Birkenstraße ab 1867/1869 bebaut, nach 1872 zwischen Falkenhagener- und Blumenstraße. In der Ackerstraße 15 befindet sich die denkmalgeschützte katholisch-apostolische Kirche von 1896. | Ackerstraße 40 (Mietshaus von 1868)                                                 |
| Altonaer Straße (Lage)           | 1230                          | Altona/Elbe, bis 1937 kreisfreie Stadt in Schleswig-Holstein, heute Hamburger Bezirk | 19. Okt. 1910       | Bereits 1894 bestanden Pläne das Wiesen- und Ackerland zwischen Hamburger Straße, heute Brunsbütteler Damm, und Seeburger Straße zu bebauen. Nach einem Beschluss von 1910 sollten die Straßen in diesem Bereich den Namen von Hanse- und anderen norddeutschen Städten erhalten. So erhielt die im Zuge eines Feldweges projektierte Straße 1910 ihren Namen. | Altonaer Straße in Höhe Hausnummer 84–90, Blickrichtung Ost, Klosterstraße          |
| Altstädter Ring (Lage)           | 0650                          | halbringförmige Umgehungsstraße um die Spandauer Altstadt | 1. Apr. 1962        | Diese Umgehungsstraße um die heutige Fußgängerzone wurde 1960 bis 1962 neu angelegt. Die Benennung in Altstädter Ring erfolgte nach Fertigstellung des 1. Bauabschnittes am 1. April 1962 und des 2. Bauabschnittes am 1. März 1963. Sie führt vom Falkenseer Platz zur Seegefelder Straße. Hier liegt das Rathaus Spandau und dem gegenüber der Münsingerpark mit der Eisdiele Florida. | Altstädter Ring, Aussicht vom Rathausturm                                           |
| Am Bahnhof Spandau (Lage)        | 0180                          | Bahnhof Spandau | 1. Nov. 2001        | Die Straße verbindet den Brunsbütteler Damm mit der Seegefelder Straße. | Am Bahnhof Spandau                                                                  |
| Am Hain (Lage)                   | 0200                          | Hain, abgeleitet vom Begriff „Totenhain“ (in Bezug auf den Friedhof Ruhleben) | 28. Jan. 1966       | Die Straße bildet die Zufahrt zum Friedhof Ruhleben. Lediglich die Zufahrt gehört zum Ortsteil, der Parkplatz zu Westend. | Am Hain                                                                             |
| Am Juliusturm (Lage)             | 0380 (im Ortsteil)            | Juliusturm, einem der Wahrzeichen des Bezirks Spandaus | 29. März 1939       | Der vorherige Name war von vor 1900 Berliner Chaussee. Der Straßenverlauf wurde mehrfach verändert. Bis 1891 verlief sie auf dem heutigen Zitadellenweg. Durch den Bau der Juliusturmbrücke 1938/1939 erhielt sie ihren heutigen Verlauf. Das Gebiet südlich der Zitadelle zwischen der Straße und der Spree wurde früher Alter Kietz genannt. Heute befinden sich hier Industriebauten. Der östliche Abschnitt der Straße verläuft in Haselhorst. | Am Juliusturm                                                                       |
| Am Koeltzepark (Lage)            | 0240                          | Friedrich Wilhelm Georg Koeltze (1852–1939), Spandauer Bürgermeister und Stadtältester von Berlin | 19. Okt. 1910       | Die Straße liegt am gleichnamigen Park, der im Jahr 1933, nachdem er in das Eigentum Berlins übergegangen war, auf dem Gelände des früheren Friedhofs der Nikolaikirchengemeinde entstand. Der Friedhof wurde 1772 angelegt und 1886 geschlossen. Der anfängliche Name war Straße 29. | Am Koeltzepark                                                                      |
| Am Oberhafen (Lage)              | 0370                          | Lage am ehemaligen Oberhafen | 27. Feb. 1920       | Der Oberhafen, ein bei der Anlegung des Südhafens (1906–1911) beibehaltener Teil des alten Havelbettes, wurde 1933 zugeschüttet. | Am Oberhafen                                                                        |
| Am Schlangengraben (Lage)        | 0550                          | Schlangengraben, der den Stresow umfloss | 15. Juli 1981       | Beim Ausbau der zur Festung Spandau gehörenden Stresower Befestigungsanlagen wurde er kanalisiert und Bestandteil dieser Anlagen. Der Graben wurde dann in den Jahren 1914–1916 bis auf die einstige Einmündung in die Havel zugeschüttet. Die Straße erschließt das Industriegebiet an der Spreemündung. | Am Schlangengraben                                                                  |
| Am Spandauer Wasserturm (Lage)   | 0110                          | Wasserturm des ehemaligen Schlachthofs Spandau | 15. März 2004       | Der Wasserturm des ehemals hier liegenden Schlachthofes Spandau ist als Baudenkmal gelistet. | Am Spandauer Wasserturm                                                             |
| Am Wall (Lage)                   | 0100                          | Wallanlagen | 30. Mai 1913        | Im Zusammenhang mit dem Rathausbau wurden die hier liegenden Befestigungsanlagen ab 1903 nach dem „Entfestigungsgesetz“ entfernt. | Am Wall                                                                             |
| An den Freiheitswiesen (Lage)    | 0250                          | hier gelegene Freiheitswiesen | 15. Okt. 2003       | „Freiheitswiesen“ bedeutet so viel wie „abgabenfreies Land“. Die Straße liegt in einem Industriegebiet nördlich der Ruhlebener Straße. | An den Freiheitswiesen                                                              |
| An der Kappe (Lage)              | 0490 (im Ortsteil)            | alte Flurbezeichnung | 1878                | Die „Kappe“ ist eine alte Flurbezeichnung für das Gelände westlich der Hasenmark und südlich der Spektewiesen. Der Flurname ist wohl von der Beschaffenheit der Gegend, einer Geländekuppe oder „Kappe“, herzuleiten. Der Weg, der seit 1878 seinen Namen trägt, hieß zuvor auf einem Teil zwischen der alten Stadtbefestigung und der Scharfrichterei (Abdeckerei) auch der Schinderweg, später war die Bezeichnung Armer Sünderweg für den östlichen Teil des Weges im Volksmund gebräuchlich, weil er in Richtung auf den früheren Galgenberg führte. Der westliche Abschnitt der Straße verläuft im Ortsteil Falkenhagener Feld. | An der Kappe                                                                        |
| Askanierring (Lage)              | 2170                          | Askanier, ostsächsisches (ostfälisches) Fürstengeschlecht | 16. Apr. 1909       | Im Rahmen der Entfestigung ab 1903 wurden die Festungsanlagen abgetragen und auf dem Gebiet Straßen errichtet. Der Askanierring läuft entlang der in den ehemaligen Festungsanlagen angelegten Innern Ringstraße. 1909 erhielt sie den Namen Askanier Ring (später Askanierring geschrieben). 1937 wurde durch den Bau von Kasernen der Askanierring in zwei Abschnitte geteilt. Der nordöstliche Teil wurde deshalb später herausgelöst und am 29. Januar 1958 Havelschanze benannt. Am 1. März 1963 wurde auch ein Teil des südlichen Abschnitts zur selbstständigen Straße mit dem Namen Münsingerstraße. Am 30. November 2007 wurde die Straße vom Fehrbelliner Tor bis Streitstraße verlängert. | Askanierring                                                                        |
| Augusta-Ufer (Lage)              | 0210                          | Augusta von Sachsen-Weimar-Eisenach (1811–1890), deutsche Kaiserin und Königin von Preußen, Ehefrau Kaiser Wilhelms I. | 1897                | Bereits der Bebauungsplan von 1880 sah eine Uferstraße am Mühlengraben vor, die als Umgehungsstraße die Altstadt vom Verkehr entlasten sollte. Auf Anregung der Militärverwaltung wurde die Straße nicht ausgebaut, sondern als Uferpromenade vom Verschönerungsverein 1897/1898 angelegt. Die Namensgebung kann sich auch auf das 4. Garde-Grenadier-Regiment „Königin Augusta“ beziehen, das von 1893 bis 1896 in Spandau in Garnison lag. | Augusta-Ufer                                                                        |
| Barnewitzer Weg (Lage)           | 0230                          | Barnewitz, Ortsteil der Gemeinde Märkisch Luch in Brandenburg | 5. Nov. 1942        | Bei der Erstanlage hieß sie Straße 553. Die Straße liegt in einem Siedlungsgebiet der Spandauer Vorstadt, dessen Bau 1939 begonnen wurde. | Barnewitzer Weg                                                                     |
| Behnitz (Lage)                   | 0120                          | vermutlich Behnitz, 1240 angegliedertes Dorf | um 1450             | Die Altstadt Spandau und den Kolk trennte bis 1912 ein Wasserarm, der sogenannte „Deutsche Rhein“. Er wurde zugeschüttet und die Straße Am Juliusturm angelegt. Die Straße selbst liegt auf der früheren Insel Behnitz, einem der ältesten Siedlungsgebiete des Bezirks Spandau und ist einer der ältesten Straßennamen. Die kleine Straße mit Kopfsteinpflaster liegt dicht am Havelufer und durch die breite Straße Am Juliusturm von der südlichen Altstadt getrennt. Die Spandauer Schleuse und einige schmucke Altbauten sind hier zu finden. Hier liegen mehrere denkmalgeschützte Bauten wie die Kirche St. Marien am Behnitz. und das Heinemannsche Haus von 1770 | Behnitz · Behnitz                                                                   |
| Bismarckplatz (Lage)             | 0170 × 160 × 70               | Otto von Bismarck (1815–1898), erster deutscher Reichskanzler | 1901                | Seit 1866 wurden die in Stadtnähe gelegenen „Spektewiesen“ mehr und mehr bebaut. Auf dem damals Bürgerbauplatz genannten Platz (hier lagerte Baumaterial) wurden ab 1880 Grünanlagen angelegt und Wochenmärkte abgehalten. Am 10. Mai 1901 (dem 30. Jahrestag des Frankfurter Friedens) wurde hier ein Bismarckdenkmal mit einem Standbild des Bildhauers Georg Meyer-Steglitz errichtet. Dabei erhielt der Platz seinen heutigen Namen. 1941 schmolz man die Bronzestatue (wie viele andere Statuen zu der Zeit) ein und riss die Denkmalsreste ab. | Bismarckplatz                                                                       |
| Bismarckstraße (Lage)            | 0460                          | Otto von Bismarck (1815–1898), erster deutscher Reichskanzler | 1901                | Die 1890 angelegte Spektestraße war eine für damalige Verhältnisse sehr großzügig angelegte Straße und wurde deshalb im Jahre 1891 in Bismarckstraße umbenannt. Hier befindet sich das Kant-Gymnasium | Bismarckstraße                                                                      |
| Blumenstraße (Lage)              | 0300                          | auf die in der Nachbarschaft gelegenen Blumengärten | 1891                | Die in der Spandauer Neustadt gelegene alte Feldstraße gabelte sich in ihrem westlichen Teil in zwei Arme, die beide ebenfalls als Feldstraße bezeichnet wurden. Im Jahr 1891 erhielt der nordwestliche Teil den Namen Blumenstraße. | Blumenstraße                                                                        |
| Borchertweg (Lage)               | 0150                          | Wolfgang Borchert (1921–1947), Schriftsteller | 1. Juli 1962        | Die Straße wurde zum Zeitpunkt der Benennung neu angelegt. Sie verläuft zwischen Askanierring und Hohenzollernring. Hier befindet sich die Wolfgang-Borchert-Oberschule. | Borchertweg                                                                         |
| Borkumer Straße (Lage)           | 0290                          | Borkum, westlichste und größte der Ostfriesischen Inseln | 18. Nov. 1910       | Die in Klosterfelde liegende Straße hieß bei der Erstanlage Straße 23a. | Borkumer Straße                                                                     |
| Borkzeile (Lage)                 | 0360                          | Wilhelm Bork (1842–1906), Eisenbahnpionier, Wegbereiter der Elektrifizierung der Eisenbahn | 21. Jan. 1961       | Die Straße entstand im Gebiet Klosterfelde nördlich der Hamburger Eisenbahn aus einem neu angelegten nördlichen Straßenteil und einem südlichen Teil, der von 1889 bis 1961 den Namen Grüner Weg trug. | Borkzeile                                                                           |
| Breite Straße (Lage)             | 0480                          | ursprünglich die breiteste Straße der Spandauer Altstadt | vor 1701            | Diese Straße in der Spandauer Altstadt ist eine der ältesten Straßen. Ursprünglich bildete sie mit der Klosterstraße in Klosterfelde eine Einheit; dieser Straßenzug wurde dann wahrscheinlich durch den Bau der Stadtmauer im 14. Jahrhundert unterbrochen. Sie ist eine der wenigen Spandauer Straßen, die ihren Namen bis heute behalten haben. Er wurde bereits 1701 in überlieferten Unterlagen genannt. In der Breiten Straße 32 steht das inzwischen renovierte Gotische Haus, das als das älteste erhalten gebliebene Wohnhaus in Berlin gilt. Es wurde um 1500 gebaut und beherbergt heute das Heimatmuseum. Weiterhin gibt es Breite Straße Nr. 12, 21, 29 und 35 Feldsteinbrunnen von 1300/1400. Die Straße in der Altstadt Spandau ist von Wohn- und Geschäftshäusern geprägt. Sie ist am nördlichen Ende reine Fußgängerzone, die nur am Vormittag beliefert werden darf. | Breite Straße / Ecke Wasserstraße · Spandau Breite Straße                           |
| Brunsbütteler Damm (Lage)        | 2360 (im Ortsteil)            | Brunsbüttel, Industrie- und Hafenstadt im Süden des Kreises Dithmarschen in Schleswig-Holstein | 11. März 1937       | Im Rahmen von Umbenennungen in den 1930er Jahren wurden die Hamburger Straße (heute: Brunsbütteler Damm) im Gebiet Klosterfelde des Ortsteils Spandau und die Berliner Straße im Ortsteil Staaken, die zusammen einen Straßenzug bildeten, 1937 zum Brunsbütteler Damm vereinigt. Am Brunsbütteler Damm 132–142 (gerade) befindet sich die ehemalige Kaiser's Kaffee-Rösterei. | Spandau-Arcaden am Brunsbütteler Damm                                               |
| Carl-Schurz-Straße (Lage)        | 0530                          | Carl Schurz (1829–1906), deutsch-amerikanischer Politiker und Revolutionär in den Staaten des Deutschen Bundes und während der badischen Revolution von 1848/1849; US-amerikanischer General und Historiker. Von 1877 bis 1881 Innenminister der USA.                                    | 15. März 1939       | Die vorherigen Namen waren Klosterstraße (vor 1728–1754) und Potsdamer Straße (1754–1939). Die Benennung 1939 sollte an die Befreiung des Dichters Gottfried Kinkel durch Carl Schurz aus dem Zuchthaus Spandau (zwischen der heutigen Carl-Schurz-Straße und Jüdenstraße) erinnern. Die Straße in der Altstadt Spandau ist von Wohn- und Geschäftshäusern geprägt und liegt inmitten der Fußgängerzone. Die Straße ist eine der ältesten in Spandau. An ihrem südlichen Ende liegt das denkmalgeschützte Rathaus Spandau von 1913. | Carl-Schurz-Straße, am Rathaus · Berlin-Spandau Carl-Schurz-Straße                  |
| Charlottenburger Chaussee (Lage) | 1620 (im Ortsteil)            | Charlottenburg, ehemaliger Berliner Bezirk, heute Ortsteil | 1882                | Die Charlottenburger Chaussee bildet auf einem kurzen Bereich die Ortsteilgrenze zu Westend, wobei die Grundstücke 3–17 bis zum U-Bahnhof Ruhleben zu Westend gehören. 1822 wurde die Chaussee zwischen Charlottenburg und Spandau fertiggestellt. Zunächst nichtamtlich als Berliner Chaussee bezeichnet, erhielt sie 1882 den Namen Charlottenburger Chaussee. Die westlichen Teile der Straße wurden später herausgelöst und 1892 Grunewaldstraße bzw. 1909 Ruhlebener Straße benannt. Der Teil bis zur Eisenbahnbrücke verläuft in der Ortslage Ruhleben des Ortsteils Spandau, danach bildet sie die Grenze zum Ortsteil Wilhelmstadt. | Charlottenburger Chaussee                                                           |
| Charlottenstraße (Lage)          | 0330                          | Sophie Charlotte (1668–1705) Herzogin von Braunschweig-Lüneburg, erste Königin in Preußen, Namensgeberin von Charlottenburg | 1754                | Die schmale Wohn- und Geschäftsstraße im Herzen der Spandauer Altstadt verläuft von der Jüdenstraße bis zur Charlottenbrücke. Bereits im Plan Der Stadt Spandau Intra Moenia von 1728 wurde ausgewiesen, dass dieser schon einige Jahrhunderte alte Straßenzug in der Spandauer Altstadt drei verschiedene Namen führte, der westliche Teil zwischen Jüden- und Carl-Schurz-Straße hieß Stadthofgasse, der mittlere Teil bis zur Breiten Straße Großer Seidenbeutel und der östliche Teil bis zum 1880 abgerissenen Charlottenburger Tor Stresower Gasse. In der Charlottenstraße 10 befindet sich ein denkmalgeschütztes Wohnhaus von 1686/1715. | Charlottenstraße                                                                    |
| Dallgower Straße (Lage)          | 0120                          | Dallgow-Döberitz, amtsfreie Gemeinde in Brandenburg | 1912                | Die Straße wurde 1912 neu angelegt. | Dallgower Straße                                                                    |
| Diedenhofener Straße (Lage)      | 070                           | Diedenhofen (französisch Thionville), Stadt im Département Moselle im Nordosten Frankreichs | 13. Jan. 1913       | Der Name bei der Erstanlage war Straße M. Mehrere Straßen in diesem Viertel sind nach Orten des Deutsch-Französischen Krieges von 1870/1871 benannt. | Diedenhofener Straße                                                                |
| Dorfstraße (Lage)                | 0690 + 120                    | Hauptstraße des ehemaligen Fischerdorfes Tiefwerder | vor 1903            | Die Straße, die sich durch das 1816–23 angelegte Dorf Tiefwerder mit seinen ursprünglich 29 Fischereigrundstücken hinzog, hatte lange Zeit den Charakter einer Dorfstraße. Die Straße hat einen Abstecher zum Havelufer. Die Kolonistensiedlung Tiefwerder von 1815 steht unter Denkmalschutz. | Dorfstraße                                                                          |
| Eckschanze (Lage)                | 0190                          | Eckschanze, Teil der Befestigungsanlagen der Festung Spandau | 1. Mai 1965         | Der ursprüngliche Name war Waldstraße (1889–1965). Da es nach der Bildung von Groß-Berlin im Jahre 1920 aber 16 Waldstraßen auf dem Stadtgebiet gab, wurden einige nach und nach umbenannt. Die Eckschanze erhielt deshalb 1965 ihren Namen. | Eckschanze                                                                          |
| Egelpfuhlstraße (Lage)           | 0290 (im Ortsteil)            | Egelpfuhl, alte Flurbezeichnung | um 1900             | Von vor 1700 bis vor 1900 hieß sie Egelpfuhlweg. Die Egelpfuhlwiesen wurden bereits 1647 so genannt. Hier wurde in den 1890er Jahren Torf gestochen. Der unbefestigte nördliche Abschnitt des alten Egelpfuhlweges wurde um 1900 in Egelpfuhlstraße umbenannt. Der Ausbau der Straße setzte erst nach 1970 ein. Der südliche Abschnitt der Straße liegt im Ortsteil Wilhelmstadt. Die westliche Seite der Straße ist weitgehend unbebaut. Es gibt die Kleingartenanlage Ernst Ludwig Heim und weitere Grünflächen. Auf der östlichen Seite liegt am nördlichen Ende etwas Gewerbe, anschließend folgen Einfamilienhäuser. | Egelpfuhlstraße                                                                     |
| Eiswerderufer (Lage)             | 090                           | Eiswerder, Insel in der Havel | 9. Mai 1919         | Die Straße liegt am Westufer der Havel mit Blick auf die Insel, nach der sie ihren Namen erhielt. |                                                                                     |
| Elisabethstraße (Lage)           | 0120                          | Elisabeth (1485–1555), Kurfürstin von Brandenburg | 1893                | Der nordöstliche Abschnitt erhielt am 1. Februar 1962 den Namen Lasiuszeile. | Elisabethstraße                                                                     |
| Elsflether Weg (Lage)            | 0580                          | Elsfleth, Stadt in Niedersachsen | 17. Okt. 1959       | Die Straße erhielt bereits bei der Planung im Jahr 1910 den Namen Kieler Straße. Nach der Anlage in den 1950er Jahren wurde sie 1959 umbenannt. | Elsflether Weg                                                                      |
| Elstaler Straße (Lage)           | 090                           | Elstal, ehemals eigenständige Gemeinde im Landkreis Havelland, heute zu Wustermark gehörig | 11. Okt. 1928       | Die Straße wurde ab 1927 bebaut und trug zuvor den Namen Straße 10. | Elstaler Straße                                                                     |
| Emdenzeile (Lage)                | 0190                          | Louis Emden (1813–1880), Kaufmann, Parlamentarier, Mitglied des Reichstages, Mitglied des Preußischen Abgeordnetenhauses | 1. Dez. 1963        | Da es in Spandau zwei Bergstraßen und eine Neue Bergstraße gab, wurde die in der Spandauer Neustadt gelegene Bergstraße 1963 in Emdenzeile umbenannt. | Emdenzeile                                                                          |
| Falkenhagener Straße (Lage)      | 0920                          | Falkenhagen, Ortsteil der Stadt Falkensee in Brandenburg | vor 1800            | Bei dieser Straße handelt es sich um den alten Weg nach Falkenhagen, an dem bereits im 18. Jahrhundert Gehöfte lagen, die meist Ackerbürgern gehörten. Seit dieser Zeit trägt sie auch den Namen Falkenhagener Straße. 1908 wurde nach der Beseitigung der hier gelegenen Festungswerke die Straße gerade vom Askanierring bis zur Pionierstraße gelegt. | Falkenhagener Straße                                                                |
| Falkenhagener Tor (Lage)         | 0180                          | Falkenhagen, Ortsteil der Stadt Falkensee in Brandenburg | 1908                | 1908 wurde nach der Beseitigung der hier gelegenen Festungswerke die Falkenhagener Straße bis zur Pionierstraße gelegt. Dabei erhielt der Teil, der über das frühere Festungsgelände führte, zur Erinnerung an das 1878 errichtete Tor den Namen Falkenhagener Tor. | Falkenhagener Tor                                                                   |
| Falkenseer Chaussee (Lage)       | 0180 (im Ortsteil)            | Falkensee, Stadt in Brandenburg | 14. Feb. 1958       | Die Falkenhagener Chaussee (1895–1958) wurde 1958 in Falkenseer Chaussee umbenannt, um künftig Verwechslungen mit der Falkenhagener Straße in der Spandauer Neustadt zu vermeiden. Zum Ortsteil Spandau gehört lediglich der Teil zwischen Falkenseer Damm und Hohenzollernring. Der überwiegende Teil liegt im Ortsteil Falkenhagener Feld. | Falkenseer Chaussee                                                                 |
| Falkenseer Damm (Lage)           | 0790                          | Falkensee, Stadt in Brandenburg | 2. März 1959        | Im Zuge der umfangreichen Baumaßnahmen in den 1950er Jahren wurde diese Straße in Fortsetzung der Straße Am Juliusturm von 1959 bis 1961 neu angelegt. Nummer 17 und 19 ist das Wohn- und Gerätehaus der Heeresbrieftaubenstation von 1904. | Falkenseer Damm                                                                     |
| Falkenseer Platz (Lage)          | 0120 (Durchmesser)            | Falkensee, Stadt in Brandenburg | 5. Nov. 1960        | Bei umfangreichen Baumaßnahmen entstand 1960 zwischen den Straßen Falkenseer Damm und Am Juliusturm ein neuer Kreisplatz, der den Namen Falkenseer Platz erhielt. Bis 1967 verkehrte hier die Straßenbahn. Auf der Mittelinsel des Kreisverkehrs befindet sich eine etwa drei Meter hohe Skulptur von Ursula Hanke-Förster, die einen Fischer mit Netzen darstellt. | Falkenseer Platz mit der Skulptur „Fischer mit Netze“                               |
| Fehrbelliner Straße (Lage)       | 0680                          | Fehrbellin, Gemeinde in Brandenburg | 1888                | Die vom ehemaligen Fehrbelliner Tor über Schönwalde nach Fehrbellin führende Straße erhielt 1888 diesen Namen. | Fehrbelliner Straße 29(Bekleidungsamt des III. Armeekorps)                          |
| Fehrbelliner Tor (Lage)          | 0110                          | Fehrbellin, Gemeinde in Brandenburg | 1888                | Durch das bei der Anlage der Festungsanlagen 1878 hergestellte Tor führte die Straße nach Fehrbellin, weshalb es diesen Namen erhielt. 1903 wurde das Tor, das den Verkehr stark behinderte, abgerissen. Der Teil auf den ehemaligen Festungsanlagen erhielt daher 1888 seinen Namen. | Fehrbelliner Tor                                                                    |
| Feldstraße (Lage)                | 0440 + 220                    | hier gelegene Felder | vor 1828            | Der Name dieses sehr alten Weges in der Spandauer Neustadt existiert nach überlieferten Unterlagen seit mindestens 1828. Hier lagen die „Elendsgärten“. Im Jahre 1891 wurde der nördliche Straßenabschnitt in eine selbstständige Straße mit dem Namen Blumenstraße umgewandelt. Westlich der Flankenschanze gibt es einen abgetrennten zweiten Teil, der über die Blumenstraße erreichbar ist. | Feldstraße                                                                          |
| Fischerstraße (Lage)             | 0270                          | im Mittelalter dort ansässige Fischer | vor 1728            | Die Straße in der Spandauer Altstadt bestand in den früheren Jahren aus drei Abschnitten, wie es der Plan Der Stadt Spandau Intra Moenia von 1728 auswies. Der mittlere Teil trug zu jener Zeit bereits den Namen Fischerstraße. Der südlich der Charlottenstraße liegende Teil hieß Bollenwinkel (1853 umbenannt), während der nördliche Abschnitt als Petersilienwinkel (1865 umbenannt) bezeichnet wurde. In der Fischerstraße stehen mehrere denkmalgeschützte Wohnhäuser, z. B. das Wohnhaus Nr. 26 von 1751 | Fischerstraße                                                                       |
| Flankenschanze (Lage)            | 0780                          | Flankenschanze, eine der Schanzen des Festungswerkes um Spandau | 19. Mai 1959        | Die neu angelegte Straße, in deren Verlauf die alte Gartenstraße einbezogen wurde, erhielt den Namen Flankenschanze. Die Kirche Maria, Hilfe der Christen von 1910 in der Nummer 43,45, Hasenmark 1 steht seit 1980 unter Denkmalschutz. | Flankenschanze                                                                      |
| Freiheit (Lage)                  | 2280                          | „Freiheitswiesen“ | um 1870             | „Freiheitswiesen“ bedeutet so viel wie „abgabenfreies Land“. Die Straße liegt in einem Industriegebiet zwischen Spree und Bahngebiet. Hier befinden sich das Klärwerk Ruhleben und die Müllverbrennungsanlage Ruhleben. Bis 1955 gab es auf dem Gebiet die Trabrennbahn Ruhleben. Vorherige Name waren An der Artilleriewerkstatt (um 1865–1868) und Lindenallee (1868 bis um 1870) | Freiheit                                                                            |
| Friedrichstraße (Lage)           | 0100                          | Friedrich III. (1831–1888), deutscher Kaiser und König von Preußen | 1890                | Im Zuge der Friedrichstraße verlief auf längeren Strecken der Glacisweg. Im Separationsrezess (Flurbereinigung) von 1860 als Grenzweg zwischen der Hasenmark und den Festungswerken, d. h. der alten – bis 1860 bestehenden – Stadtbefestigung, bezeichnet. | Friedrichstraße                                                                     |
| Frobenstraße (Lage)              | 0220                          | Emanuel Froben (1640–1675), Stallmeister des Großen Kurfürsten | 1890                | Die Straße wurde im Jahre 1890 und erhielt ihren Namen nach dem Stallmeister Froben, der 1675 in der Schlacht bei Fehrbellin fiel. Der Name steht somit im Zusammenhang mit der benachbarten Fehrbelliner Straße. | Denkmalgeschütztes Mietshaus in der Frobenstraße 22                                 |
| Galenstraße (Lage)               | 0500                          | Clemens August Graf von Galen (1878–1946), Bischof von Münster und Kardinal, Gegner des Nationalsozialismus | 1. März 1962        | Der um 1960 neu angelegte Falkenseer Damm teilte die bis dahin durchgehende Moltkestraße (1891–1962) in zwei Abschnitte, die neue Straßennamen erhielten. Der südliche Teil wurde 1962 in Galenstraße umbenannt. Er führt an der römisch-katholischen Pfarrkirche Maria, Hilfe der Christen vorbei. | Galenstraße                                                                         |
| Gewerbehof (Lage)                | 0350                          | Gewerbehof, eine Ansiedlung von kleinen und mittleren Gewerbetreibenden, Handwerkern und Händlern | 3. Juni 1966        | Das Gelände gehörte bis 1919 zur Artillerie-Werkstatt und danach bis in die 1960er Jahre den Deutschen Industriewerken. Hier befindet sich das erste in Berlin errichtete IKEA-Einrichtungshaus. | Gewerbehof                                                                          |
| Glacisweg (Lage)                 | 080                           | Glacis, im neuzeitlichen Festungsbau eine von der Feldseite her leicht ansteigende Erdanschüttung vor dem Graben | 8. Nov. 1955        | Die ursprüngliche Bezeichnung war Straße E. Der Name erinnert an das Glacis der früheren Festungswerke, in dessen Nähe die Straße angelegt wurde. Sie liegt in der ‚Georg-Ramin-Siedlung‘. | Glacisweg                                                                           |
| Glöwener Straße (Lage)           | 0200                          | Glöwen ist heute ein Teil der Gemeinde Plattenburg in Brandenburg | 5. Nov. 1942        | Bei der Anlage hieß sie Straße 554. | Glöwener Straße                                                                     |
| Golmer Straße (Lage)             | 0290                          | Golm, Ortsteil von Potsdam | 5. Nov. 1942        | Bei der Anlage hieß sie Straße 21. | Golmer Straße                                                                       |
| Grenadierstraße (Lage)           | 0210                          | Grenadiere, Infanteristen im 17. und 18. Jahrhundert, ursprünglich mit Handgranaten bewaffnet, später Bezeichnung für infanteristische Truppenteile | 16. Apr. 1909       | Die bei Umgestaltung der Eisenbahnanlagen in Spandau angelegte Straße sollte eine Verbindung zum neuen Stadtteil an der Ruhlebener Straße herstellen. Sie verläuft über den ehemaligen Exerzierplatz des Garde-Grenadier-Regiments Nr. 5 und erhielt deshalb den Namen. An der Grenadierstraße 13–16 liegt die denkmalgeschützte Stresow-Kaserne I (Kaserne am Schlangengraben). | Grenadierstraße Stresow-Kaserne                                                     |
| Groenerstraße (Lage)             | 0310                          | Wilhelm Groener (1867–1939), Militär und Politiker | 1. März 1962        | Der um 1960 neu angelegte Falkenseer Damm teilte die Moltkestraße (1891–1962) in zwei Abschnitte, die neue Straßennamen erhielten. Der nördliche Abschnitt erhielt den Namen Groenerstraße. | Groenerstraße                                                                       |
| Grünhofer Weg (Lage)             | 0570                          | Grünhof, Stadtteil von Stettin | 16. Dez. 1956       | Die bereits 1910 im Gebiet Klosterfelde projektierte, jedoch nicht bebaute Stettiner Straße erhielt 1956 im Zusammenhang mit dem Bau eines Gewerbegebietes den Namen Grünhofer Weg, um die Mehrfachbenennung von Straßen zu verringern. | Grünhofer Weg                                                                       |
| Grunewaldstraße (Lage)           | 0320                          | Grunewald, Forst in Berlin | 1892                | Die Straße war Teil der Charlottenburger Chaussee und hieß von 1855 bis 1882 zwischen Stresowplatz und Schlangengrabenbrücke Chausseestraße, dann Charlottenburger Chaussee und ab 1892 Grunewaldstraße, weil sie in Richtung auf den damals noch bis an den Spandauer Berg reichenden Grunewald führte. | Grunewaldstraße                                                                     |
| Hasenmark (Lage)                 | 0170                          | alte Flurbezeichnung | 1910                | alte Flurbezeichnung des vormaligen benachbarten Ackerlandes, auf Hasenmark 1 steht die 1910 erbaute denkmalgeschichte Katholische Kirche Maria, Hilfe der Christen, benachbart auf Grundstück 3 eine katholische Beratungsstelle, nummerierte Grundstücke sind 2–26 in Hufeisennummerierung, die Straße liegt zwischen Flankenschanze und Roonstraße | Hasenmark mit St-Marien-Kirche                                                      |
| Havelstraße (Lage)               | 0130                          | Havel, Nebenfluss der Elbe, an der Spandau liegt | vor 1728            | Die Havelstraße, die im 18. Jahrhundert auch Havelgasse genannt wurde, liegt in der Spandauer Altstadt und ist eine der ältesten Straßen des Bezirks. Zwischen ihr und der Mönchstraße entwickelte sich im 12. Jahrhundert aus einer Kaufmannssiedlung die Altstadt. Aus dem Plan Der Stadt Spandau Intra Moenia ist ersichtlich, dass sie bereits im Jahre 1728 den Namen Havelgasse führte. Hier liegen mehrere denkmalgeschützte Bauten, z. B. die Wohnhausgruppe Nr. 18–21. | Havelstraße                                                                         |
| Hedwigstraße (Lage)              | 0130                          | Hedwig Jagiellonica (1513–1573), Kurfürstin von Brandenburg | 1893                | Der vorherige Name war Melanchthonstraße (1890–1893). Mit dem Bau der Melanchthonkirche erhielt ein dort vorbeiführender Weg den Namen Melanchthonstraße, weshalb 1893 die Hedwigstraße ihren Namen erhielt. | Hedwigstraße                                                                        |
| Heidereuterstraße (Lage)         | 0490                          | Heidereuter (Förster zur Betreuung der ‚Spandauer Heide‘) | 14. Okt. 1910       | Bei ihrer Anlage hieß sie Straße 4a. Die Heidereuter, die die ‚Spandauer Heide‘ (Grunewald) zu betreuen hatten, wohnten von 1696 bis 1813 auf dem Eichelsberg, einer Erhebung an der Ruhlebener Straße und dem Tiefwerder Weg. Ein Teil der südlichen Straßenseite liegt in Wilhelmstadt. Auf dem Grundstück 30 befindet sich die Chùa Linh Thứu Pagode. Die Pagode ist der Tempel der Buddhistisch-vietnamesischen Gemeinde in Berlin. Besondere Aufmerksamkeit gewann sie durch die Aufstellung des weltweit größten Jade-Buddhas im Jahr 2011. | Heidereuterstraße                                                                   |
| Hempelsteig (Lage)               | 0230 (im Ortsteil)            | Carl Hempel (1833–1903), Stadtverordneter in Charlottenburg | 13. Feb. 1937       | Der erste Name war Straße 1. Am 30. September 1966 wurde er bis zur Rominter Allee verlängert. Nur die Nordseite des westlichen Teils liegt in Spandau, der Rest liegt in Westend. | Hempelsteig                                                                         |
| Hermann-Oxfort-Promenade (Lage)  | 0970                          | Hermann Oxfort, deutscher Politiker | 21. Okt. 2014       | Der Straßenname wurde für einen neu entstandenen Fuß- und Radweg entlang des Havelufers zwischen Dischingerbrücke und Schulenburgbrücke vergeben. Die Promenade beherbergt unter anderem die Schiffsanlegestelle für Flusskreuzfahrten und Sportboote. | Hermann-Oxfort-Promenade an der Havel                                               |
| Hertefeldstraße (Lage)           | 080                           | Friedrich Leopold Samuel Reichsfreiherr von und zu Hertefeld (1667–1730), Forstbeamter | 13. Dez. 1961       | Die Hertefeldstraße ist die nördlichste Straße in der Spandauer Altstadt. | Hertefeldstraße                                                                     |
| Hohenzollernring (Lage)          | 3360                          | Hohenzollern, Fürstengeschlecht, das die preußischen Könige und deutschen Kaiser bis 1918 stellte | 16. Apr. 1909       | Vor den 1876–1880 angelegten Festungswällen verlief die äußere Ringchaussee oder Ringstraße, auch Glacisstraße genannt, von der Seegefelder Straße bis zum Haveltor. Nach Abriss der Festungsanlagen wurde eine dieser Straßen ausgebaut und begradigt. Man nahm an, dass dieser Straßenzug sich zu einer repräsentativen Straße entwickeln würde und gab ihm deshalb den Namen Hohenzollernring. Große Teile der westlichen und nördlichen Straßenseite liegen in den Ortsteilen Falkenhagener Feld und Hakenfelde. | Hohenzollernring                                                                    |
| Hoher Steinweg (Lage)            | 0110                          | altertümliche Bezeichnung für eine gepflasterte Straße | 1754                | Im 18. Jahrhundert hieß die Straße nach der dort befindlichen Schneidemühle Mühlengasse. Es befindet sich hier noch ein Rest der alten Spandauer Stadtmauer. | Hoher Steinweg, Reste der alten Stadtmauer                                          |
| Hoppenrader Weg (Lage)           | 0100                          | Hoppenrade, ehemals eigenständige Gemeinde im Havelland, heute zur Gemeinde Wustermark gehörig | 23. Nov. 1931       | Bei der Anlage hieß sie Straße 11b. Sie verläuft direkt an der Bahnlinie. | Hoppenrader Weg                                                                     |
| Hospitalstraße (Lage)            | 070                           | Heilig-Geist-Hospital | um 1890             | 1889 siedelte das Heilig-Geist-Hospital von der Berliner Straße auf das hier liegende Grundstück des ,Spittelbergs‘ um. Seit 1975 befindet sich an dieser Stelle ein neues Seniorenwohnhaus. | Hospitalstraße                                                                      |
| Hügelschanze (Lage)              | 0340                          | Hügelschanze, eine der neun Schanzen der Befestigungsanlagen um Spandau | 1. März 1962        | Von 1861 bis 1962 hieß sie Birkenstraße. Die Umbenennung erfolgte zur Reduzierung der Mehrfachbenennung Berliner Straßen. Weitere Birkenstraßen gibt es in Berlin-Moabit, Bohnsdorf, Kaulsdorf, Köpenick und Rahnsdorf. | Hügelschanze (Birken-Grundschule)                                                   |
| Jadeweg (Lage)                   | 0250                          | Jadebusen, Meeresbucht zwischen der Wesermündung und der Ostfriesischen Halbinsel | 19. Juni 1956       | Nach einem Beschluss von 1910 sollten die Straßen in diesem Bereich den Namen von Hanse- und anderen norddeutschen Städten erhalten. | Jadeweg                                                                             |
| Jagowstraße (Lage)               | 0340                          | Matthias von Jagow (1480–1544), Reformator und Bischof von Brandenburg | 1890                | | Jagowstraße                                                                         |
| Jenneweg (Lage)                  | 0100                          | Rudolf Jenne (1846–1909), Verlagsbuchhändler, Kommunalpolitiker | 22. Okt. 1956       | Jenne war als liberaler Stadtverordneter maßgeblich an der kommunalen Arbeit in Spandau beteiligt. Er förderte u. a. den Verschönerungsverein sowie den Volksbildungsverein, der 1907 eine Volksbücherei eröffnete. | Jenneweg                                                                            |
| Jüdenstraße (Lage)               | 0420                          | gemäß der historischen jüdischen Besiedlung dieser Gegend | vor 1400            | In Spandau erhielt diese Straße ihren Namen nach den in jener Zeit dort lebenden Juden. Eine erste Urkunde über die Anwesenheit von Juden in Spandau stammt aus dem Jahre 1307. Aber nach den Inschriften auf Grabsteinen muss es bereits 1244 einen Judenfriedhof (Judenkiewer in Spandau) gegeben haben. Er wurde bei den Judenverfolgungen von 1510 eingeebnet, und die Grabsteine verwendete man später beim Festungsbau. Eine Urkunde erwähnt 1488 eine Synagoge, die Judenschule samt Hof und Stall, am südlichen Ende der Straße. Später befand sich die Synagoge an der Einmündung der Kammerstraße in das Lindenufer, sie wurde am 9. November 1938 von den Nationalsozialisten eingeäschert. Der ehemalige Standort wird mit einer reliefierten Gedenktafel kenntlich gemacht. Diese Straße in der Spandauer Altstadt, die im Plan Der Stadt Spandau Intra Moenia aus dem Jahre 1728 unter dem Namen Jüdenstraße enthalten ist, wurde bereits vor Jahrhunderten angelegt. Durch die Nazis erfolgte dann 1938 die Umbenennung in Kinkelstraße, als alle Straßen, deren Namen auf Juden zurückzuführen waren, neu benannt wurden. Der Name Kinkelstraße sollte auf den Dichter Gottfried Kinkel hinweisen, der 1850 im Zuchthaus Spandau einsaß. Am 1. September 2002 erhielt die Straße ihren ursprünglichen Namen Jüdenstraße zurück. In der Jüdenstraße sowie am angrenzenden Viktoriaufer befinden sich Reste der alten Spandauer Stadtmauer sowie weitere denkmalgeschützte Häuser. | Jüdenstraße · Jüdenstraße                                                           |
| Kammerstraße (Lage)              | 090                           | hier gelegene Königliche Salzkammern | 1863                | Die bis 1863 als Kammersteig bezeichnete Straße führte in Richtung des Königlichen Salzhauses, auch „Salzkammer“, nahe der Havel. | Kammerstraße                                                                        |
| Kemmannweg (Lage)                | 0430                          | Gustav Kemmann (1858–1931), Verkehrswissenschaftler | 8. Nov. 1955        | Die Straße trug bei ihrer Neuanlage den Namen Straße F. Sie verläuft von der Borkzeile bis zur Galenstraße und setzt sich als Fußweg durch den Münsingerpark fort. | Kemmannweg · Kemmannweg am Münsingerpark                                            |
| Kirchgasse (Lage)                | 060                           | St. Nikolai-Kirche | um 1850             | Von vor 1728 bis 1850 hieß sie Schulgasse. Wegen der geringen Breite trug sie nie die Bezeichnung „Straße“, obwohl diese geläufig war. Die schmale Straße in der Altstadt Spandau liegt im Bereich der Fußgängerzone und kann von Autos nicht befahren werden. | Kirchgasse, Blick Richtung St. Nikolai-Kirche                                       |
| Kirchhofstraße (Lage)            | 0290                          | früherer Kirchhof der Nikolaigemeinde | vor 1864            | Der Friedhof wurde im Jahre 1772 angelegt und bis in die zweite Hälfte des 19. Jahrhunderts benutzt – seit 1933 befindet sich dort der Koeltzepark. Der Name ist seit 1864 nachweisbar, vermutlich hat es ihn aber bereits viel früher gegeben | Kirchhofstraße                                                                      |
| Klärwerkstraße (Lage)            | 0190                          | hier gelegenes Klärwerk Ruhleben | 1. Dez. 1965        | Die Straße verbindet in Höhe des Klärwerks die Charlottenburger Chaussee und die Straße Freiheit. | Klärwerkstraße                                                                      |
| Kleine Mittelstraße (Lage)       | 0100                          | Verbindung zwischen Mittelstraße und Schönwalder Straße | um 1873             | Sie war ursprünglich ein Weg, der zwischen den Gehöften der Ackerbürger hindurchging und Kuhgasse hieß. Der heutige Name tauchte erst 1873 auf. | Kleine Mittelstraße                                                                 |
| Klosterstraße (Lage)             | 0680                          | Benediktinerinnen-Kloster, 1239 gegründet und 1639 abgebrochen | 1878                | Die genaue Lage des Klosters ist unbekannt. Vermutet wird, dass es zwischen Havel und Klosterstraße lag, woher auch der Name der Ortslage Klosterfelde stammt. Der 1878 umbenannte Teil gehörte zur Potsdamer Provinzialchaussee. In dieser Straße steht die Alte Post, ein seit einigen Jahren umgenutztes Gebäude (Urban Art Hall), das ab 2020 abgerissen werden soll. Hier konzentrierte sich die Berliner Streetart-Szene und wandelte den Giebel des unansehnlichen Beton-Bauwerks zu einem Kunstprojekt. Im Vorfeld des Abrisses wurde im Juli 2019 im Inneren die Ausstellung Secret Spot 2 organisiert. Hier sind bis zum 21. Juli 2019 Werke von Moe, Muecke, Sr Papa chango und Caro Pep (täglich ab 14 Uhr geöffnet) zu sehen. | Klosterstraße                                                                       |
| Körnerstraße (Lage)              | 0190                          | Körner, Schneidemühlenbesitzer | 1890                | Das als Holzplatz dienende Gebiet wurde 1889/1890 erschlossen und aufgeteilt. Der Name erinnert an den Vorbesitzer des Geländes. |                                                                                     |
| Kolk (Lage)                      | 0120                          | Kolk, Vertiefung in einem Fließgewässer | nach 1400           | Die Straße trägt seit Jahrhunderten diesen Namen. Hier befinden sich mehrere denkmalgeschützte Bauten, z. B. die „Alte Kolkschenke“. | Berlin-Spandau Kolk · Berlin-Spandau Kolk                                           |
| Kurstraße (Lage)                 | 0330                          | Kur, Wahl des Königs durch die Kurfürsten | 1890                | Der Name der auf dem früheren Friedhof der Nikolaikirchengemeinde entstandenen Straße soll an die Kurwürde der brandenburgischen Kurfürsten oder die Kurmark erinnern. | Kurstraße                                                                           |
| Kurze Straße (Lage)              | 0130                          | Länge des Verkehrswegs | 1866                | Die Straße hieß von 1860 bis 1866 Neue Feldstraße, was aber zu Verwechselungen führte, weshalb sie 1866 umbenannt wurde. | Kurze Straße                                                                        |
| Lasiuszeile (Lage)               | 090                           | Christoph Lasius (1504–1572), evangelischer Theologe | 1. Feb. 1962        | In der Spandauer Neustadt wurde die Elisabethstraße durch die Schönwalder Straße in zwei Abschnitte geteilt. Am 1. Februar 1962 wurde deshalb der nordöstliche Abschnitt eine eigenständige Straße und erhielt den Namen Lasiuszeile. | Lasiuszeile                                                                         |
| Lindenufer (Lage)                | 0490                          | Linden | 1882                | Die Straße, vorher Kommunikation an der Mauer genannt, war durch die Stadtmauer vom Havelvorland getrennt. Gegen Ende der 1870er Jahre erwarb die Stadt das Gelände vom Militärfiskus. 1880 wurde der größte Teil der alten Stadtmauer abgerissen, der Teil südlich der Charlottenbrücke 1890. Das 1880 freigelegte Gelände wurde mit Linden bepflanzt und erhielt den Namen. Dabei wurden auch die Straßen Eckgasse, Lange Mauergasse und Garten Gässchen zur Straße Lindenufer vereinigt, die von der Hertefeldstraße bis zur Mauerstraße führt. Ruhige Wohnstraße in der Spandauer Altstadt mit Grünanlagen am Havelufer an der Ostseite. | Lindenufer                                                                          |
| Lutherplatz (Lage)               | 0100 × 70                     | Martin Luther (1483–1546), Theologe und Reformator der Kirche | 1890                | Ab 1889 verkaufte die Nikolaigemeinde große Teile ihres Kirchenackers als Baugelände. Der für den Bau der Kirche ausgesparte Platz erhielt den Namen Lutherplatz. Da die Straßen auf früherem Kirchgelände angelegt wurden, erhielten sie meistens Namen von Persönlichkeiten aus dem Reformationszeitalter. Die Lutherkirche wurde 1896 eingeweiht. | Lutherplatz                                                                         |
| Lutherstraße (Lage)              | 0250                          | Martin Luther (1483–1546), Theologe und Reformator der Kirche | 1890                | Ab 1889 verkaufte die Nikolaigemeinde große Teile ihres „Kirchenackers“ als Baugelände. Da die Straßen auf früherem Kirchgelände angelegt wurden, erhielten sie meistens Namen von Persönlichkeiten aus dem Reformationszeitalter. | Lutherstraße                                                                        |
| Lynarstraße (Lage)               | 0640                          | Rochus zu Lynar (1525–1596), florentinischer Festungsbaumeister und Militär | 1889                | Die ebenfalls auf dem ehemaligen Kirchenacker angelegte Straße wurde nach dem Grafen Lynar benannt, der am Bau der Spandauer Zitadelle entscheidenden Anteil hatte. Er leitete auch den Bau des Berliner Stadtschlosses. In der Lynarstraße liegt das denkmalgeschützte Städtische Krankenhaus Spandau. | Lynarstraße Städtisches Krankenhaus                                                 |
| Markt (Lage)                     | 0110 × 110 × 40 (Dreieckform) | Markt, Ort an dem Waren regelmäßig gehandelt oder getauscht werden | nach 1232           | Der Markt wurde bereits bei der Entstehung Spandaus als zentraler Platz angelegt. 1728 wird der Platz im ‚Plan der Stadt Spandau Intra Moenia‘ als „Marckt“ ausgewiesen. An der Südseite standen bis 1893 die alten Scharrengebäude, massive Verkaufsbuden. Das älteste Spandauer Rathaus stand noch nicht am Markt, wohl aber wurden die späteren Rathäuser seit dem 15. Jahrhundert hier errichtet. Das 1731 unter Benutzung der vorhandenen Bausubstanz gebaute Rathaus wurde 1816 wegen Baufälligkeit abgerissen. Das 1817 an seiner Stelle gebaute, 1877 aufgestockte alte Rathaus wurde 1929 abgerissen, um dem Geschäftshaus der ,Spandauer Bank‘ Platz zu machen. Dieses ist heute ein gelistetes Baudenkmal. Weitere Baudenkmale befinden sich am Markt 2 und 3 sowie 5–7. | Markt, Berlin-Spandau, mit Blick in Richtung Breite Straße · Berlin-Spandau Markt   |
| Marktstraße (Lage)               | 080                           | Lage am Markt | 1858                | Von vor 1728 bis 1858 hieß sie Nagelgasse. Sie wurde in Marktstraße umbenannt, weil sie von der Charlottenstraße zum Markt führt. Die Häuser 1, 2, 4, 7 und 11 sind Baudenkmäler. | Marktstraße, Richtung Markt                                                         |
| Marschallstraße (Lage)           | 0160                          | der Namensgeber ist nicht eindeutig geklärt, zwei Möglichkeiten: - Adolf Marschall von Bieberstein (1842–1912), Außenminister und Botschafter des deutschen Kaiserreichs oder - Georg Moritz Kurt Marschall von Bieberstein (1861–1947), 1913 Kommandeur des Spandauer Pionierbataillons | 1913                | Der West-Ost-Straßenzug ist die Fortsetzung des Perwenitzer Wegs und mündet auf die Schönwalder Straße. | Marschallstraße                                                                     |
| Martin-Albertz-Weg (Lage)        | 080                           | Martin Albertz (1883–1956), evangelischer Theologe, 1931 bis 1953 Pfarrer an St. Nikolai in Spandau und Superintendent, Widerstandskämpfer gegen das NS-Regime | 18. Sep. 1962       | Es handelt sich um eine kleine westlich des Altstädter Rings gelegene Straße, die nördlich an die Münsingerstraße angebunden ist. Südlich sind die Galenstraße und die Seegefelder Straße fußläufig zu erreichen. In der Nähe liegen der U-Bahnhof Rathaus Spandau und das Amtsgericht. | Martin-Albertz-Weg mit Amtsgericht Spandau                                          |
| Mauerstraße (Lage)               | 0100                          | ehemals hier befindliche Stadtmauer | um 1800             | Der vorherige Name war von vor 1728 bis um 1800 Unvernunft. Die ordentliche Vernehmung vor Gericht wurde als „Vernunft“, das Foltern durch Scharfrichter als „Unvernunft“ bezeichnet. Davon ist der Name auf die Scharfrichterei und von dieser auf die Straße übergegangen. Mauerstraße 6 ist das Baudenkmal Gleichrichterwerk Spandau. | Mauerstraße                                                                         |
| Mittelstraße (Lage)              | 0260                          | Lage zwischen Schönwalder Straße und Ackerstraße | 1861                | „Von den in der Orianienburger Vorstadt hierselbst neu entstandenen Straßen wird die zwischen Falkenhagener und Birkenstraße einerseits und zwischen Schönwalder und Ackerstraße andererseits belegene, zum Teil neu bebaute Straße Mittelstraße benannt“, gab 1861 der Magistrat bekannt. Der Name ergab sich demnach aus ihrer Lage im Straßennetz. | Ehem. Schule der Oranienburger Vorstadt an der Mittelstraße 15                      |
| Möllentordamm (Lage)             | 0120                          | Möllen- oder Mühlentor, 1639 abgerissen | 3. Nov. 1938        | Von um 1232 bis 1938 hieß die Straße Damm, nach dem Dorf Damm an der Nordseite der Straße, das aus sieben Fischereigrundstücken bestand und 1875 nach Spandau eingemeindet wurde. Da der Straßenname zu Verwechslungen Anlass gab, wurde er nach dem 1639 abgebrochenen Möllen- oder Mühlentor, das am Ostende der Straße gestanden hatte, umbenannt. Die Südseite der Straße, die schon immer auf Spandauer Gebiet verlief, hieß bis 1882 Oranienburger Straße. Die Häuser 1 bis 4, 7, 9 und 10 sind Baudenkmäler. | Möllentordamm 2–4 Richtung Havel                                                    |
| Mönchstraße (Lage)               | 060                           | früher hier gelegene Terminei des Dominikanerordens | vor 1800            | Die ehemalige Münchsgasse in der Spandauer Altstadt wurde im 18. Jahrhundert in Mönchstraße umbenannt. Diese kurze Straße zählt mit zu den ältesten Straßen des Bezirks. Bei der Neugestaltung der Altstadt erhielt sie eine veränderte Führung, behielt aber ihren Namen, was durch einen Beschluss vom 24. September 1954 bestätigt wurde. Am 1. Januar 2000 wurde der Teil zwischen Breite Straße und Carl-Schurz-Straße nach dem Architekten Philipp Gerlach in Philipp-Gerlach-Gasse umbenannt. Durch einen Beschluss vom 27. September 2000 wurde diese Umbenennung am 1. Juni 2001 wieder rückgängig gemacht. | Mönchstraße                                                                         |
| Moritzstraße (Lage)              | 0420                          | in der Nähe befindliche Moritzkirche | 1863                | Sie wurde nach der in der Nähe der Jüdenstraße befindlichen Moritzkirche benannt, an der sie vorbeiführte. Die Gründungszeit der Kirche lässt sich nicht mehr genau feststellen, aber sie war 1461 bereits vorhanden. 1545 wurde die Kirche in ein Kornhaus verwandelt. Knapp 100 Jahre später beschloss man, die Kirche wieder ihrem eigentlichen Zweck zuzuführen. Nach erfolgtem Ausbau wurde sie am 22. September 1657 erneut eingeweiht. 1836 erwarb der Militärfiskus die Kirche und ließ sie zu einer Kaserne umbauen. 1920 wurde sie abgerissen. 1863 wurde aus der Moritzgasse die Moritzstraße. Der Teil zwischen Jüdenstraße und Stadtmauer hieß bis 1896 Pfortstraße (früher auch Pfortgasse), vermutlich, weil hier durch eine Pforte in der Stadtmauer ein Zugang zum Mühlengraben war. 1896 wurde auch der neu angelegte Straßenabschnitt bis zur Flankenschanze in die Moritzstraße einbezogen. In der Moritzstraße 10 befindet sich Reithalle und Stallgebäude der ehem. „Kaserne Moritzstraße“. | Moritzstraße, Hotel Herbst                                                          |
| Müllerstraße (Lage)              | 0110                          | Friedrich August Oswald Müller (1824–1899), Maurermeister, Kommunalpolitiker | 1878                | Müller begann in den 1870er Jahren mit der Parzellierung seiner Grundstücke und legte die Straße zur Erschließung des Geländes an. | Müllerstraße                                                                        |
| Münsingerstraße (Lage)           | 0150                          | Gottlob Münsinger (1873–1949), Werkzeugmacher, Bürgermeister von Spandau | 1. März 1963        | Weil im Jahre 1962 der vor dem Rathaus liegende Münsingerplatz (ab 1953) bedingt durch Straßenbaumaßnahmen eingezogen worden war, erhielt 1963 der südliche Abschnitt des Askanierrings den Namen Münsingerstraße. Münsingerstraße 2 ist die denkmalgeschützte Lily-Braun-Schule. | Münsingerstraße                                                                     |
| Nauener Straße (Lage)            | 0610                          | Nauen, Stadt in Brandenburg | 1878                | Ein privater Feldweg, der von der Hamburger Chaussee (heute: Brunsbütteler Damm) abging, die Gleise der Lehrter und Hamburger Eisenbahn kreuzte und in die Seegefelder Straße mündete, war der Vorläufer der heutigen Straße. Der zwischen Hamburger Chaussee und Staakener Straße liegende Teil war schon 1846 vorhanden und wurde Nauener Weg genannt, die Fortsetzung bis zur Seegefelder Straße hieß im Volksmund Müllerscher Weg, weil er an der Windmühle des Mühlenmeisters Müller vorbeiführte. Die Mühle stand bis 1892. Die heutige Lage und Ausgestaltung erhielt die Straße bei der Umgestaltung der Spandauer Eisenbahnanlagen 1912. Nauen ist seit 1988 Partnerstadt des Bezirks Spandau. Die westliche Straßenseite gehört teilweise zum Ortsteil Falkenhagener Feld. | Nauener Straße, zwischen Altonaer Straße und Brunsbütteler Damm, Blickrichtung Nord |
| Neue Bergstraße (Lage)           | 0630                          | Weg, der in die Schülerberge führte | 1878                | Die Straße war ein alter Weg, der in die Schülerberge hineinführte und an dem einige Gehöfte von Ackerbürgern lagen. Die Straße besteht seit 1975 aus zwei getrennten Abschnitten, weil der frühere mittlere Straßenteil zum Grundstück des Städtischen Krankenhauses Spandau kam. | Neue Bergstraße                                                                     |
| Neuendorfer Straße (Lage)        | 1620                          | Nieder Neuendorf, Ortsteil der Stadt Hennigsdorf in Brandenburg | vor 1800            | Schon im 17. Jahrhundert wurde die Straße nach Nieder Neuendorf als Neudorffischer Weg bezeichnet. Bis 1882 hatte sie in ihrem südlichen Teile eine andere Lage. Vom Hafenplatz aus ging sie östlicher als heute über das Gelände der alten Stadtbefestigung auf das Oranienburger Tor zu, von wo aus der Verkehr über den Kolk, bzw. den Behnitz in die Breite Straße ging. Bei der Auflassung der Befestigungsanlagen wurde dieser Weg eingezogen und durch eine neue Straße, die vom Hafenplatz in die Carl-Schurz-Straße führte, ersetzt. Im südlichen Abschnitt wurde erst um 1960 der heutige Verlauf endgültig festgelegt, wobei 1961 auch der Hafenplatz in der Neuendorfer Straße aufging. In der Neuendorfer Straße 1, 2 und 3 befindet sich die Anlage der ehemaligen Garnison-Waschanstalt, das Heeresproviantamt und die Garnison-Bäckerei. Ein großer Teil des Straßenlandes und der östlichen Straßenseite liegt in Hakenfelde. | Neuendorfer Straße                                                                  |
| Neuhausweg (Lage)                | 0120                          | Friedrich Neuhaus (1797–1876), Vorstandsvorsitzender der Berlin-Hamburger Eisenbahn-Gesellschaft | 8. Nov. 1955        | Die Straße, die vor ihrer Benennung die Bezeichnung Straße D trug, liegt in der Georg-Ramin-Siedlung, die in den 1950er Jahren als eines der ersten neuen Wohngebiete nach dem Zweiten Weltkrieg entstand. | Neuhausweg                                                                          |
| Neumeisterstraße (Lage)          | 0160                          | Neumeister, Name von drei Spandauer Bürgermeistern: George Neumeister sen. (1607–1676), George Neumeister jun. (1639–1703) und George Adam Neumeister (1672–1727) | 1889                | George Neumeister jun. legte an der Schönwalder Straße einen Meierhof an, der 1710 in das Eigentum der Nikolaikirche kam, die die Kirchmeierei in Pacht gab. Zur Zeit der Baukonjunktur seit 1889 parzellierte und verkaufte die Nikolaigemeinde ihren Kirchenacker, auf dem u. a. die Neumeisterstraße angelegt wurde. | Neumeisterstraße                                                                    |
| Nordenhamer Straße (Lage)        | 0130                          | Nordenham, Stadt in Niedersachsen | 1. Juli 1963        | Es handelt sich um eine Anfang der 1960er Jahre neu angelegte Stichstraße im Gebiet Klosterfelde. | Nordenhamer Straße                                                                  |
| Obermeierweg (Lage)              | 0210                          | Otto Obermeier (1843–1873), Arzt und Bakteriologe | 20. Okt. 1932       | Die Straße entstand durch Zusammenlegung der früheren Artilleriestraße (1857–1932) und der Kanonierstraße (1908–1932). | Obermeierweg Geschützgiesserei                                                      |
| Oranienburger Tor (Lage)         | 040 × 40 × 40 (Dreieckform)   | ehemals hier vorhandenes Stadttor nach Oranienburg | 26. Mai 1910        | Hier befand sich bis 1881 das namengebende Oranienburger Tor. Von hier aus führte die Straße nach der Neustadt quer über das Glacis der alten Stadtbefestigung auf den Hafenplatz zu. | Berlin-Spandau Oranienburger Tor                                                    |
| Päwesiner Weg (Lage)             | 0360 (im Ortsteil)            | Päwesin, Gemeinde in Brandenburg | 16. Mai 1938        | Von 1878 bis 1938 hieß die Straße Lazarusstraße nach dem jüdischen Grundbesitzer und Justizrat Julius Lazarus (1834–1897), der Besitzer des Gutes Amalienhof war und die Wohnsiedlung an der Gärtnerallee anlegen ließ. 1938 wurde die Straße von den Nationalsozialisten in Päwesiner Weg umbenannt. Der Teil zwischen Lazarusstraße und Seeburger Straße liegt im Ortsteil Wilhelmstadt. | Päwesiner Weg                                                                       |
| Perwenitzer Weg (Lage)           | 0230                          | Perwenitz, Ortsteil der Gemeinde Schönwalde-Glien in Brandenburg | 5. Nov. 1942        | Der vorherige Name war Straße 555. | Perwenitzer Weg                                                                     |
| Petersenweg (Lage)               | 090                           | Richard Petersen (1865–1946), Ingenieur und Erbauer der Wuppertaler Schwebebahn | 22. Okt. 1956       | Die kurze Stichstraße liegt in einem Gebiet, in dem mehrere Straßen nach Eisenbahnpionieren benannt wurden. | Petersenweg                                                                         |
| Petzoldtweg (Lage)               | 0180                          | Joseph Petzoldt (1862–1929), Philosoph, Pädagoge | 13. Dez. 1934       | Bei der Neuanlage hieß sie Straße 506. Petzoldt war von 1891 bis 1928 am Spandauer Kant-Gymnasium tätig. Dieses Gymnasium entstand erst durch die Erweiterung eines Progymnasiums ab 1862, wofür der Minister des Innern die Genehmigung erteilt hatte. Erster Direktor war Albert Pausch, der zu Ostern 1863 sein Amt antrat. Petzoldt hatte eine außerordentliche Professur an der TH Charlottenburg und publizierte über philosophische und pädagogische Probleme in zahlreichen Fachzeitschriften. Er wohnte 1928 in Spandau (Wröhmännerstraße 6). | Petzoldtweg                                                                         |
| Pichelswerderstraße (Lage)       | 0500                          | Pichelswerder, Flusshalbinsel der Havel in Wilhelmstadt | 14. Okt. 1910       | Der alte Weg nach Pichelsdorf, bis 1875 nur ein schlecht befestigter Sandweg, wurde bis in die 1870er Jahre Pichelsdorfer Weg genannt. Erst dann wurde er zwischen Wilhelm- und Weverstraße gepflastert. In der ersten Hälfte des 19. Jahrhunderts standen hier drei Windmühlen. Heute befindet sich hier das erste in Berlin errichtete IKEA-Einrichtungshaus und die Firma Schleicher Electronic. | Pichelswerderstraße Schleicher                                                      |
| Pinneberger Weg (Lage)           | 0130 (im Ortsteil)            | Pinneberg, Kreisstadt im Süden Schleswig-Holsteins | 18. Feb. 1955       | Die Straße 373 und Straße 501 wurden 1955 zusammengeführt und in Pinneberger Weg benannt. In diesem Wohngebiet nördlich des Brunsbütteler Damms – der ehemaligen Hamburger Straße – tragen mehrere Straßen die Namen von Hamburger Vororten bzw. von Gemeinden in der Hamburger Umgebung. Der westliche Abschnitt der Straße verläuft im Ortsteil Falkenhagener Feld. | Pinneberger Weg                                                                     |
| Plantage (Lage)                  | 090 × 50                      | Plantage, forst- oder landwirtschaftlicher Großbetrieb | 1855                | Prinz August Wilhelm ließ 1751 auf dem Stresow einen Paradeplatz anlegen und durch den Magistrat mit Bäumen bepflanzen. Von dieser Anpflanzung soll der Name „Plantage“ herrühren, den der Platz 1855 offiziell erhielt. Die Wohnhausgruppe 8 bis 17 steht unter Denkmalschutz. | Gasse zur Havel                                                                     |
| Predigergarten (Lage)            | 050                           | möglicherweise nach den Gärten, die früher die Prediger der Nikolaikirche nutzten | 1906                | Die Straße dient der Erschließung des von der Stadt seit 1904 parzellierten Grundstücks der sogenannten „Predigergärten“, die möglicherweise in früheren Jahrhunderten der Rat den Geistlichen der Nikolaikirche zur Erholung überlassen hatte. In den letzten Jahrzehnten vor ihrer Bebauung wurden die Predigergärten als Lagerplätze benutzt. Die Straße ist die kürzeste in Spandau. | Predigergarten                                                                      |
| Prisdorfer Straße (Lage)         | 0340                          | Prisdorf, Gemeinde im Südwesten Schleswig-Holsteins | 11. Mai 1938        | Die Straße 495 und Straße 502 wurden 1938 zusammengelegt und in Prisdorfer Straße benannt. In diesem Wohngebiet zwischen der damaligen Hamburger Straße (heute: Brunsbütteler Damm) und der Berliner-Hamburger-Eisenbahnlinie erhielten die Straßen ihren Namen nach Hamburger Vororten bzw. nach Gemeinden in der Umgebung von Hamburg. Die Straße ist überwiegend mit Einfamilienhäusern bebaut. | Prisdorfer Straße                                                                   |
| Reformationsplatz (Lage)         | 080 × 80                      | Reformation, kirchliche Erneuerungsbewegung zwischen 1517 und 1648, die zur Spaltung des westlichen Christentums in verschiedene Konfessionen (katholisch, lutherisch, reformiert) führte                                                                                                | 15. März 1939       | Wo heute der Platz liegt, war etwa ab 1200 ein Kirchhof nachweisbar. Im Plan Der Stadt Spandau Intra Moenia von 1728 trägt der Platz deshalb noch die Bezeichnung „Kirch Hoff“. Um 1750 wurde der Kirchhof eingeebnet, und an seiner Stelle entstand ein Exerzierplatz, der 1855 in zwei Plätze unterteilt wurde, den Heinrichplatz (1855–1939), nach dem Bruder von Prinz Heinrich und den Joachimplatz (1855–1939), nach Joachim II. (1505–1571). 1939 wurden beide Plätze zusammengelegt und erhielten den neuen Namen Reformationsplatz, womit man sich auf die Geschichte und Tradition des Platzes bezog. Als wichtigstes Bauwerk steht hier die Nikolaikirche von 1370., mit dem Denkmal des Kurfürsten Joachim II (Hektor) nach dem die Hektorstraße in Halensee benannt ist. | St. Nikolaikirche                                                                   |
| Ritterstraße (Lage)              | 0150                          | Ritter, Bezeichnung für die wehrhaften, schwer gerüsteten, berittenen Krieger des europäischen Mittelalters | vor 1800            | Im ,Plan Der Stadt Spandau Intra Moenia‘ von 1728 ist die Straße bereits als Rittergasse ausgewiesen. Der Name deutet darauf hin, dass hier einst beim Aufenthalt in Spandau Ritter wohnten. Von 1728 bis vor 1800 war der Name Rittergasse. In der Ritterstraße stehen die Häuser 1a, 4, 12 und 14 unter Denkmalschutz. | Ritterstraße, Hotel Benn                                                            |
| Roonstraße (Lage)                | 0220                          | Albrecht von Roon (1803–1879), preußischer General und Minister | um 1899             | In der Separation von 1860 wurde ein öffentlicher Weg nach den Spektewiesen ausgewiesen, der im Volksmund Schwarzer Peter-Weg hieß und in dessen Zug die Roonstraße angelegt wurde. Der „Schwarze Peter“ war ein nördlich der Straße Hasenmark belegtes Pulvermagazin, das seinen Namen in den 1850er Jahren einem schwarzen Kater verdankte, der den dortigen Wachposten anhänglich besuchte. | Roonstraße                                                                          |
| Ruhlebener Straße (Lage)         | 0740 (im Ortsteil)            | Ruhleben, Ortsteil im Berliner Bezirk Charlottenburg-Wilmersdorf | 16. Apr. 1909       | Eine Teilstrecke der Charlottenburger Chaussee, zwischen Teltower und Heidereuter Straße sowie dem damaligen Charlottenburger Tor, wurde 1909 in Ruhlebener Straße nach dem benachbarten Gutsbezirk benannt. Ein weiterer Teil der Ruhlebener Straße, zwischen Teltower Straße und der Bezirksgrenze zu Charlottenburg – die ehemalige Straße 1 – wurde nach dem Zweiten Weltkrieg in Ruhlebener Straße umbenannt. Der westliche Teil der Ruhlebener Straße, zwischen Heidereuter und Klosterstraße wurde nach dem Bau der Dischingerbrücke gebaut und 1956 zur Ruhlebener Straße zubenannt. Zum Ortsteil Spandau gehört der Teil zwischen der Klosterstraße und Heidereuterstraße; der restliche Teil der Straße gehört zum Ortsteil Wilhelmstadt. | Ruhlebener Straße                                                                   |
| Schifffahrtsufer (Lage)          | 0170                          | Liegeplätze für die Binnenschifffahrt | 10. Okt. 1962       | Bereits im Jahre 1878 hat der Grundstücksbesitzer Schultze an dieser Stelle eine Schiffsentladestelle eingerichtet. Als nach 1890 die Schleppschifffahrt aufkam, ließen sich hier mehrere Reeder und Dampfschiffbesitzer nieder. | Schifffahrtsufer                                                                    |
| Schiffbauerdamm (Lage)           | 0140                          | ehemals hier ansässigen Schiffsbauer | 1855                | Erhielt seinen Namen, da er an dem großen Schiffsbauplatz des Stresower Schiffsbaumeisters Schultze vorbeiführte. | Schiffbauerdamm                                                                     |
| Schönwalder Straße (Lage)        | 1370                          | Schönwalde, Ortsteil der Gemeinde Schönwalde-Glien in Brandenburg | vor 1800            | Der alte Weg nach Schönwalde führte diesen Namen seit Jahrhunderten. Er war die Hauptstraße der Oranienburger Vorstadt, an der schon im 18. Jahrhundert Gehöfte und Meiereien lagen. Die erste Spandauer Straßenbahn führte seit 1892 durch die Schönwalder Straße, an der auch 1892 bis 1894 der erste Straßenbahnhof lag. Ab Klinkeplatz stadtauswärts heißt der Straßenzug „Schönwalder Allee“. | Schönwalder Straße                                                                  |
| Schülerbergstraße (Lage)         | 0100                          | Schülerberge, um 1875 abgetragene Sandhügel in dieser Gegend | 1878                | Ein schon vorher vorhandener Weg wurde 1878, nach seiner örtlichen Lage so benannt. Diese „Schülerberge“ waren mit spärlichem Baumbestand bewachsene Sandhügel, die beim Bau der Artilleriewagenhäuser (später: Zeugamt) um 1875 abgetragen wurden. | Schülerbergstraße                                                                   |
| Schürstraße (Lage)               | 0220                          | Schür, Militärperson | um 1892             | Am 3. September 1846 erging eine Kabinettsorder von Friedrich Wilhelm IV. (1795–1861), dass die Geschützgießerei am linken Spreeufer in der Spandauer Vorstadt Stresow errichtet werden soll. Außerdem wurde festgelegt, dass Dampfmaschinen für den Betrieb Verwendung finden sollen. Hauptmann Schür aus Berlin erhielt 1853 den Auftrag, den Bau für die Königliche Geschützgießerei in Spandau zu konzipieren. Am 1. Juli 1855 erfolgte der erste Guss. Schür wurde 1859 zum Major befördert und war bis 1866 der erste Leiter dieser Fabrik. 1866 wurde er Oberstleutnant. | Schürstraße                                                                         |
| Schulenburgstraße (Lage)         | 0290 (im Ortsteil)            | Rudolf von der Schulenburg (1860–1930), Jurist, königlich preußischer Oberpräsident und Politiker | 1911                | Der Abschnitt zwischen dem Tiefwerderweg und der Ruhlebener Straße liegt im Ortsteil Wilhelmstadt. | Schulenburgstraße                                                                   |
| Sedanstraße (Lage)               | 0140                          | Schlacht von Sedan während des Deutsch-Französischen Kriegs | 1906                | Mehrere Straßennamen in dieser Gegend sind nach Orten aus dem Deutsch-Französischen Kriege benannt. | Sedanstraße                                                                         |
| Seeburger Straße (Lage)          | 0210 (im Ortsteil)            | Seeburg, Ortsteil der Gemeinde Dallgow-Döberitz in Brandenburg | 1857                | Zu Spandau gehört lediglich der Teil zwischen Klosterstraße und Elsflether Weg, der überwiegende Teil liegt im Ortsteil Wilhelmstadt. Die Straße führt nach dem Nachbardorf Seeburg. Der alte Name des östlichen Teils war Krumme Gärten, an denen einige Gehöfte von Ackerbürgern lagen. Am Ende der Seeburger Straße lagen Sandgruben, die 1883 aufgefüllt und 1896 mit einem Birkenwäldchen bepflanzt wurden. | Seeburger Straße                                                                    |
| Seegefelder Straße (Lage)        | 1220 (im Ortsteil)            | Seegefeld, Ortsteil von Falkensee | um 1878             | Der alte Weg zum Dorf Seegefeld erhielt um 1878 seinen Namen. Hier entstand 1955–1957 die größte Wohnsiedlung Spandaus nach dem Zweiten Weltkrieg mit mehr als 1300 Wohnungen. In der Nähe der Straße standen um 1850 zwei Windmühlen. Seit etwa 1872 wurde sie bebaut. Zwischen 1996 und 1998 entstand hier der neue Bahnhof Berlin-Spandau. Der westliche Abschnitt der Straße verläuft im Ortsteil Falkenhagener Feld. | Bahnhof Spandau in der Seegefelder Straße                                           |
| Sophienwerderweg (Lage)          | 1150 (im Ortsteil)            | Sophienwerder, Halbinsel knapp oberhalb der Mündung der Spree in die Havel im Ortsteil Haselhorst | 5. Juli 1960        | Die Straße führt von der Freiheit zum Spreeufer und bis zum Ende von Sophienwerder. Der westliche Abschnitt liegt in Haselhorst. |                                                                                     |
| Spandauer Burgwall (Lage)        | 0220 (im Ortsteil)            | Burganlage aus dem 8. Jahrhundert | 9. Sep. 1931        | Burgwall hieß die ehemalige Insel und der Weg, der sie durchzog, schon immer. Im Jahr 1560 wurden hier die Kietzer Fischer angesiedelt, die beim Bau der Spandauer Zitadelle ihre bisherigen Wohnsitze aufgeben mussten. 1813 wurde das Dorf auf dem Burgwall zerstört, und die Fischer wurden nach dem Befreiungskrieg auf dem Tiefwerder angesiedelt. Der erste Block bis zur Straßburger Straße liegt im Ortsteil Wilhelmstadt. Von 1909 bis 1931 hieß die Straße Burgwall. Viele Grundstücke befinden sich auf dem Bodendenkmal der ehemaligen Burganlage, wovon viele noch erhaltene Grundmauern zeugen. | Spandauer Burgwall                                                                  |
| Spandauer Damm (Lage)            | 0190 (im Ortsteil)            | Spandau, Bezirk von Berlin | 30. März 1950       | Lediglich der Teil zwischen Rominter Alle und Wiesendamm gehört zu Spandau, der Rest zu Westend. | Spandauer Damm                                                                      |
| Spekteweg (Lage)                 | 0730 (im Ortsteil)            | Spektefeld oder Spektewiesen (früher auch Spechtefeld), durch die der Weg läuft | 1895                | Der Name Spekteweg wurde erstmals 1895 genannt. Am 10. März 1986 erfolgte die Abtrennung eines Teilstücks, das zur Straße Beerwinkel kam. Am 1. Januar 1990 wurde der westlich des Großen Spektesees gelegene Abschnitt in die selbstständige Straße An der Felgenlake umgewandelt. Der größte Teil der Straße gehört zum Ortsteil Falkenhagener Feld. | Spekteweg                                                                           |
| Staakener Straße (Lage)          | 1890 (im Ortsteil)            | Staaken, Ortsteil im Berliner Bezirk Spandau | um 1878             | Es handelt sich um den alten Weg zum Nachbarort Staaken und weiter nach Hamburg. Der 1889 eröffnete Schlachthof befand sich an der Ecke Nauener Straße. Neben dem Schlachthof befanden sich die Hudson Textilwerke. 1913 war der Sonneberger Fritz Seyfarth in die USA ausgewandert und gründete in den 1920er Jahren am Hudson River eine Strumpfunternehmen, 1949 gründeten seine Geschwister Louis und Louise in Stuttgart die „Deutsche Hudson“, die 1962 die „Berolina-Strumpffabrik“ in Spandau übernahmen. Strümpfe mit Naht wurden durch die Produktion von nahtlosen Strümpfen abgelöst. Letztlich von der Feinstrumpfhose verdrängt musste das Spandauer Werk 1994 schließen. | Staakener Straße                                                                    |
| Stabholzgarten (Lage)            | 0290                          | Stabholzgarten, ein städtischer Platz, der bis 1749 zum Lagern von Salztonnenholz (Stabholz genannt) genutzt wurde | 1913                | In der Kämmereikassen-Abrechnung für das Jahr 1722 ist vermerkt: „Zinß wegen des Platzes vorm Kloster-Thor, auf der Hospital-Stelle, so zum Saltz Tonnen-Holz Magazin abgehenget, von d.H. Holzschreiber-Heerwag in Martio zu erfordern und kombt hier pro 1721 ein Einnahme laut der Cammer Versprechen. 10 Rtl.“ Als Lagerplatz für Salztonnenhlz (Stabholz) war der städtische Platz also an die staatliche Salzverwaltung verpachtet und zwar bis 1749. Dann verlegte der Fiskus das Salzholzlager nach dem Salzhof an der Oberhavel. Der Stabholzgarten, „wo vormals das Königl. Saltz Coctur Holtz aufgesetzet worden“, wurde seit 1750 vom Magistrat an Private verpachtet. Die Bezeichnung „Gärten“ für Lagerplätze war zu dieser Zeit üblich. Zum Ufer der Havel hin befinden sich noch Reste der Befestigungsanlagen von 1817 bis 1847. | Stabholzgarten                                                                      |
| Stadtheidestraße (Lage)          | 0100                          | nah gelegener Stadtwald oder die Stadtheide | 1. Dez. 1963        | Ursprünglich hieß die Straße 1869 Radelandweg, wurde aber wegen Doppelbenennung noch im gleichen Jahr in Heidestraße umbenannt. Zur Beseitigung von Mehrfachbenennungen Berliner Straßen erfolgte 1963 die Umbenennung dieser kleinen Straße in Stadtheidestraße. | Stadtheidestraße                                                                    |
| Stendelweg (Lage)                | 040                           | Karl Stendel (1851–1938), Charlottenburger Kommunalpolitiker | 16. Aug. 1928       | Der vorherige Name war Straße 53 in der Siedlung Ruhleben. Zu Spandau gehört lediglich das Grundstück Nr. 2, auf den sich ein Postgebäude befand. Der Rest liegt in Westend. | Stendelweg                                                                          |
| Sternbergpromenade (Lage)        | 0890                          | Familie Sternberg, jüdische Kaufmannsfamilie, Spandauer Bewohner bis 1939 | 1. Nov. 2014        | Dieser Weg am Havelufer zwischen der Juliusturmbrücke und der Dischingerbrücke verläuft parallel zu Straße Lindenufer. Als wichtiges Bauwerk befindet sich hier die Gedenkanlage für die in der NS-Zeit vertriebenen oder gestorbenen Spandauer Juden. Sie wurde 1988 nach Entwürfen der Künstlerin Ruth Golan-Zareh gestaltet und 1989 feierlich eingeweiht. | Sternbergpromenade an der Havel in Spandau                                          |
| Straßburger Straße (Lage)        | 0550 (im Ortsteil)            | Straßburg (frz. Strasbourg), Hauptstadt der Region Elsass in Frankreich | um 1903             | Die Namensgebung erfolgte zur Erinnerung an die Belagerung Straßburgs während des Deutsch-Französischen Kriegs. Mehrere Straßen in diesem Viertel sind nach Orten des Deutsch-Französischen Krieges von 1870/1871 benannt. Mit großen Wohnblocks bebaute, am Havelufer gelegene Straße. Am nördlichen Ende gibt es einen Fußgängerdurchgang zur Ruhlebener Straße. Der Wanderweg Nr. 12 (Havelseenweg), einer von 20 Wanderwegen durch Berlin verläuft an der Straße sowie dem davor liegenden Schifffahrtsufer und führt über das Lindenufer zur Altstadt. Der südliche Abschnitt bildet am Westrand der Straße die Grenze zum Ortsteil Wilhelmstadt. | Straßburger Straße                                                                  |
| Streitstraße (Lage)              | 0190 (im Ortsteil)            | Guido Alexander Franz Friedrich von Streit (1813–1904), Militärperson | 1878                | Als Verlängerung der Neuendorfer Straße ist sie Teil des alten Weges nach Nieder Neuendorf. Der ehemals von Birken umsäumte Sandweg erhielt seinen Namen 1878; mit der Benennung ehrte man den Generalmajor Guido von Streit, der 1865–1878 Kommandant von Spandau war. Bei der Erschließung des Hakenfeldes wurde sie 1903 als breite Promenadestraße angelegt. Zu Spandau gehört nur der Teil zwischen Havelschanze und Hohenzollernring, der Rest gehört zum Ortsteil Hakenfelde. | Streitstraße                                                                        |
| Stresowplatz (Lage)              | 0210                          | Stresow, slawische Bezeichnung für einen bewachten Flussübergang | 1855                | Der Platz im Gebiet Stresow ist bereits seit Anfang des 19. Jahrhunderts als End- und Abfahrtsstelle der von Berlin und Charlottenburg kommenden Torwagen und Kremser bekannt. An der Stresowstraße teilt sich die Straße und bildet einen kleinen Platz. | Stresowplatz                                                                        |
| Stresowstraße (Lage)             | 0300 + 110 + 100              | Stresow, slawische Bezeichnung für einen bewachten Flussübergang | 31. Juli 1947       | Die ruhige Wohnstraße mit freiem Blick über die Havel besteht aus drei Teilen: dem zur Charlottenbrücke führenden Hauptteil, der von 1855 bis 1937 Brückenstraße hieß, dem daneben liegenden Teil, der nur vom Stresowplatz aus erreichbar ist. Der dritte Teil ist die Zufahrt zum Bahnhof Stresow (ehemals Berlin-Spandau), die 1846 von der Berlin-Hamburger Eisenbahngesellschaft angelegt wurde. Zwischen 1937 und 1947 trug die Straße den Namen Schlemmingerstraße. | Stresowstraße                                                                       |
| Tiefwerderweg (Lage)             | 0570                          | Tiefwerder, ehemaliges Fischerdorf und Werder an der Havel | um 1816             | Zwischen 1816 und 1823 wurden auf dem Tiefwerder die 29 Fischer angesiedelt, die bisher auf dem Burgwall gewohnt hatten. Aus der Zeit der Anlegung des neuen Dorfes stammt auch die Zufahrtsstraße, der Tiefwerder Weg. Das Straßenland und die Ostseite der Straße liegen im Ortsteil Wilhelmstadt. | Tiefwerderweg                                                                       |
| Triftstraße (Lage)               | 0170                          | Trift, Weg zum Treiben des Viehs auf die Weide | 1891                | Vorher lag hier die Trift zur Havel, an deren Südseite der Bernhardtsche Schiffsbauplatz lag, der ursprünglich Bestandteil der Wröhmännerwiesen war. Dieser Teil hieß vorher Kämmereibleichplatz. Die nördliche Straßenseite liegt in Hakenfelde. | Triftstraße                                                                         |
| Viktoria-Ufer (Lage)             | 0400                          | Kaiserin Victoria (1840–1901), Gemahlin von Kaiser Friedrich | 1899                | Dieses Ufer ist das Gegenstück zum Augustaufer auf der gegenüberliegenden Seite des Mühlengrabens. Es hieß von 1728 bis 1754 Wall-Gasse und von 1754 bis 1890 An der Mauer nach der Stadtmauer, die Ende der 1890er Jahre abgebrochen wurde. An der Straße befand sich außerdem das 1886 abgerissene städtische Hirtenhaus. Am Viktoriaufer sowie in der angrenzenden Jüdenstraße befinden sich Reste der alten Spandauer Stadtmauer sowie weitere Baudenkmale. | Viktoria-Ufer                                                                       |
| Wasserstraße (Lage)              | 090                           | führt zum Wasser der Havel | 1863                | Von vor 1728 bis 1754 trug sie den Namen Pfortgasse, von 1754 bis 1863 Wassergasse. Im 19. Jahrhundert wurde die Bezeichnung Gasse häufig durch Straße ersetzt. | Wasserstraße 1/2                                                                    |
| Werkring (Lage)                  | 0520                          | Ringstraße im Gewerbegebiet Ruhleben | 5. Dez. 1967        | Die als Ringstraße geplante Straße verläuft von der Straße Freiheit zwischen Klärwerk und Müllverbrennungsanlage Ruhleben und endet am Sophienwerderweg. Ein weiterer Teil befindet sich auf dem Gelände des Klärwerks. Die Straße auf der Halbinsel Sophienwerder hat lediglich die beiden Berliner Entsorgungsbetriebe als Anlieger, die Zufahrten liegen aber in der Straße Freiheit. Jedoch erschließt sie den Sophienwerderweg mit weiteren Industriebetrieben. Die jungen Bäume am Straßenrand verdecken zwar den Einblick in die Betriebe, lassen aber doch etwas Geruch durch. Am Abend ist es einsam in der Gegend und verführt manche Mitbürger dazu hier ihren Müll abzuladen. |                                                                                     |
| Werner-Salomon-Platz (Lage)      |                               | Werner Salomon (1926–2014), langjähriger Bezirksbürgermeister von Spandau | 27. Dez. 2023       | Der Platz liegt an der Einmündung der Carl-Schurz-Straße in den Altstädter Ring vor dem Rathaus Spandau. |                                                                                     |
| Wiesendamm (Lage)                | 0790                          | Damm (Wall), künstlich errichteter Wall aus einer Erd- oder Felsschüttung | 1911                | Beim Bau des Kraftwerkes durch die Hochbahngesellschaft 1911 auf dem Wiesengelände der früheren Domäne Ruhleben wurde als Zufahrt zum Kraftwerk ein durch die Wiesen führender Straßendamm angelegt. Er führt vom Spandauer Damm bis zum Sophieenwerderweg und geht dann in die Straße Freiheit über und bildet die Grenze zum Ortsteil Westend. | Wiesendamm 32–38 mit dem ehemaligen „Kraftwerk Unterspree“                          |
| Wilhelmshavener Straße (Lage)    | 0180                          | Wilhelmshaven, kreisfreie Stadt in Niedersachsen am Jadebusen | 19. Okt. 1910       | Sie trug bei der Neuanlage den Namen Straße 23. | Wilhelmshavener Straße                                                              |
| Windmühlenberg (Lage)            | 050                           | Kleiner Hügel, auf dem eine Windmühle stand | 16. Apr. 1909       | Vorher hieß sie Straße 13a. Auf der Erhöhung stand von 1826 bis 1904 die Paschkersche Bockwindmühle. | Windmühlenberg, Ecke Falkenhagener Straße                                           |
| Wröhmännerstraße (Lage)          | 0260                          | Wröhmänner, Ackerbürger, die sich zu einer Wröhe zur Regelung von Feldbestellungs- und Flurstreitigkeiten zusammengeschlossen haben | 1889                | Zwischen der Glacis der Stadtbefestigung am Oranienburger Tor, der Havel, dem Weg nach Niederneuendorf und dem „Bleichplatz“, bzw. der „Viehtrift“ erstreckten sich Wiesen, auf denen Spandauer Ackerbürger Pferde weideten, die sie zur Verfolgung von Deserteuren vom Regiment des Prinzen Heinrich bereitstellen mussten. Die Pferdehalter waren zumeist auch „Wröhmänner“, Mitglieder der Ackerbürger-Kommune, die Feldbestellungs- und Grenzstreitigkeiten in freiwilliger Gerichtsbarkeit regelte. Auch als die Pferdehaltung aufhörte nutzten die Wröhmänner die Wiesen weiter; die Stadtverordnetenversammlung wollte aber 1824 die Wiesen nicht mehr unentgeltlich an die Acker-Kommune überlassen. Die Wröhmännerwiesen, wie sie nach ihren bisherigen Nutzern hießen, wurden daher 1829 und meistbietend verpachtet. 1875 wurden sie mit dem Sand der abgetragenen Schülerberge aufgehöht und als Lager- und Stätteplätze genutzt. Hier wurde 1913/1914 der Wröhmännerpark geschaffen. Im Zuge eines alten Treidelwegs am Rande der Wiesen wurde 1889 diese neue Straße angelegt. |                                                                                     |
| Wustermarker Straße (Lage)       | 0470 + 300                    | Wustermark, Gemeinde in Brandenburg | 3. Okt. 1928        | Bei Anlage Straße 28. Am 9. September 1931 kam der Abschnitt westlich der Nauener Straße hinzu und am 1. März 1955 wurde als östlicher Abschnitt die bisherige Straße 7 eingegliedert. Sie wird durch die Nauener Straße unterbrochen. | Wustermarker Straße                                                                 |
| Zeppelinstraße (Lage)            | 0350 (im Ortsteil)            | Ferdinand von Zeppelin (1838–1917), Erfinder und Namensgeber der entsprechenden Luftschiffe | 16. Apr. 1909       | Seit 1879 wünschten die Anwohner Klosterfeldes eine direkte Verbindung mit der Neustadt. Eine Terraingesellschaft, die in den ersten Jahren des 20. Jahrhunderts bereits umfangreiche Grundstücke im Spekte- und Falkenhagener Feld erworben hatte, baute die im Bebauungsplan als Straße A vorgesehene Straße 1907/1908 aus, um ihre Grundstücke zu erschließen. Sie wurde 1909 – unter dem Eindruck der Luftschiffkatastrophe von Echterdingen und der damaligen Begeisterung für den Grafen Zeppelin – Zeppelinstraße genannt. Am 1. Juli 1975 erfolgte die Einbeziehung der südlichen Verlängerung in die Zeppelinstraße. Der größte Teil der Straße gehört zum Ortsteil Falkenhagener Feld. | Zeppelinstraße                                                                      |
| Ziegelhof (Lage)                 | 0230                          | ehemals hier vorhandene Ziegelei | 16. Apr. 1909       | Im Jahre 1909 wurde die zwischen Klosterstraße und Havel projektierte Straße nach dem benachbarten Grundstück des ehemaligen städtischen Ziegelhofes benannt, auf dem der Spandauer Rat 1672 eine „Ziegelscheune nebst Haus, Schauer und Brennofen“ errichtet hatte. Diese Ziegelei wurde bis in die 1830er Jahre betrieben. Vor ihrer Benennung hieß sie Straße 26. Die Hausnummern 2, 4 und 6 liegen im Ortsteil Wilhelmstadt. | Ziegelhof                                                                           |

## Weitere Örtlichkeiten von Spandau
- Altstadt Spandau
- Stresow
- Kolk
- Klosterfelde
- Tiefwerder
- Spandau-West[63]

### Kleingartenanlagen (Kolonien)
Die um 1900 zunehmende Zahl von Zuwanderungen verursachte Enge und Raumnot in Berlin, so wurden nach Schleifung der Spandauer Festungswälle auch die ersten Kleingärten auf brachliegenden Ackerland Spandaus angelegt. Die Kleingärtner schlossen sich zu Vereinen zusammen, um beispielsweise willkürliche Pachtzinsen zu bekämpfen. 1912 bildeten sie den „Stadtverband der Kleingärtner und Siedler von Spandau und Umgegend“. und als Dachorganisation entstand der „Provinzialverband der Kleingärtner und Siedler“ mit Sitz in Berlin. Die neuen Strukturen förderten die Neugründung von Kleingartenvereinen, insbesondere als der Deutsche Reichstag im Juli 1919 die „Kleingarten- und Kleinpachtlandordnung“ (KGO) beschloss. Die erst im April 1983 vom Bundeskleingartengesetz abgelöst wurde. Nach Beendigung des Krieges 1914–1918 fehlte neuer Wohnraum und die stillgelegte Rüstungsindustrie in Spandau brachte Arbeitslosigkeit. Die Stadtverordnetenversammlung Spandaus stellte dem Kleingärtnerverband stadteigenes Gelände zur Verfügung. In den Jahren des Zweiten Weltkriegs und danach wurden Flächen als 'Grabeland' in Kleingartenpacht vergeben. Gartenlauben wurden zu Wohnlauben. Diese hatten jedoch hygienische Probleme, deshalb wurden 1958 im Bezirk Spandau die Nutzung von Wohnlauben auf kleingärtnerisch genutztem Gelände untersagt. Bis 1945 gab es in Spandau etwa 130 Vereine, aber mit dem Kriegsende brachen die kleingärtnerischen Organisationen auseinander. Während der Berlin-Blockade wurde Saatgut ausgegeben und der Bedarf nach ‚Grabeland‘ stieg. Mit der Normalisierung in den 1950er und 1960er Jahren sank die Anzahl der Mitglieder und für den sozialen Wohnungsbau wurden Kleingartenflächen benötigt. Seit 1990 sind drei neue Kolonien mit insgesamt 104 Parzellen entstanden, in bestehenden Kolonien wurden 200 neue Parzellen angelegt und durch Gassanierung wurden Kolonien vor dem Abriss bewahrt. Im Bezirk Spandau wurden Anlagen (meist auf Antrag der Kleingärtner) mit dem Status Wochenendsiedlung (WES) den Beschränkungen des Kleingartengesetzes umgewidmet. Im Ortsteil sind 34 Kolonien im Straßenverzeichnis aufgenommen und 37 im Kleingartenentwicklungsplan aufgenommen, darin sind acht Bahnlandwirtschaften enthalten. Die drei Wochenendsiedlungen (WES) werden im Kleingartenentwicklungsplan nicht aufgeführt, und einige Daueranlagen werden vom Kleingartenverband vertreten.
Es gibt im Ortsteil Kleingärten am Bullengrabengrünzug, im Osten an der Ruhlebener Straße/Charlottenburger Chaussee und die bahnanlagennahen Kleingärten.
- KGA ‚Alpenveilchen‘ (Straßennummer (RBS): 6110, Kleingartenplan: 05001, Lage): Die Kleingartenanlage in der Egelpfuhlstraße 32–36 besitzt 22 Parzellen auf 11.362 m² landeseigenem Pachtland. Mit einem Dauerbewohner liegt die Anlage nördlich am Bullengraben Ecke Egelpfuhlstraße und grenzt im Norden an das Gewerbegebiet. Mit der Stufe Va[67] gehört sie zu den dauerhaft gesicherten Anlagen.
- KGA Altonaer Straße (Straßennummer: 6116, Altonaer Straße 69, Lage): Die Kolonie liegt nördlich vom Bullengrabengrünzug zwischen der KGA ‚Grünhofer Weg‘ und Gewerbegebiet in der Ortslage Klosterfelde. Die Anlage ‚Altonaer Straße I‘ (05002) mit 20 Parzellen auf 8689 m² landeseigenem Pachtland ist eine dauerhaft gesichte Fläche[67], dagegen sind 18 Parzellen auf den restlichen 13.616 m² (Altonaer Straße II, 05003) zwischen den Gewerbeflächen des Brunsbütteler Damms mit Stufe IIIa nur zeitlich begrenzt gesichert.[68]
- KGA ‚Am Grünhofer Weg‘ (PLZ: 13581, RBS: 6899, KGA-Plan: 05007, Lage): Die Kolonie auf dem Grundstück Grünhofer Weg 46 (am südlichen Ende) liegt zwischen Bullengraben und dem nördlich anschließenden Gewerbegebiet in der Ortslage Klosterfelde. Mit 33 Parzellen auf 11.197 m² Landesland ist sie im Bebauungsplan als dauerhaft gesichert[67] eingetragen.
- KGA ‚An der Lazarusstraße‘ (PLZ: 13581, RBS: 6027, KGA-Plan: 05011, Lage): Mit der Adresse Päwesiner Weg 31 sind die 21 Parzellen auf 6927 m² Landespachtland dauerhaft[67] als Anlage, südlich vom Bullengraben an der Grenze zum Ortsteil Wilhelmstadt, die entlang der Lazarusstraße liegt, gesichert.
- BLW ‚Unterbezirk Spandau Gruppe Bötzowbahn‘ ist eine im Kleingartenplan (5206)[69] aufgenommene Bahnlandwirtschaft (Straßennummer 16108), die mit 20 Parzellen auf den 6465 m² Bahnland im Südosten (Lage) am Abzweigbogen der Bötzowbahn von der Hamburger Bahn liegt.
- KGA ‚Brunsbütteler Damm‘ (RBS: 6229, KGA-Plan: 05013, Lage): eine dauerhaft gesicherte Kleingartenkolonie[67] (Grünhofer Weg 54) auf 11.327 mit 23 Parzellen liegt zwischen Bullengraben und dem Gewerbegebiet in der Spandauer Ortslage Klosterfelde.
- KGA ‚Burgwallschanze‘: Die Anlage liegt am Ostufer der Havel südlich der Ruhlebener Straße (Lage) und bezieht ihren Namen aus den vormaligen Festungsanlagen der Festung Spandau. Sie ist mit der Adresse Ruhlebener Straße 205 im RBS mit der Straßennummer 6234 und im Kleingartenplan als 5014 mit Stufe Va[67] verzeichnet. Die 123 Parzellen befinden sich auf einer Landesfläche von 53.481 m².
- KGA ‚Eichtal‘ (KGA-Plan: 5016, Lage) mit der Andresse Spandauer Damm 274–280 befindet sie sich westlich angrenzend an die Kolonien in Westend an der Nordkante der Teltower Platte und liegt über die Charlottenburger Bezirksgrenze hinweg am Wiesendamm im Winkel zwischen und dem Spandauer Damm und der Bahnstrecke. Es ist eine fiktive[70] Daueranlage[71] mit 42 Parzellen (darunter ein Dauerbewohner) auf hat 23.279 m² landeseigenem Pachtland (Straßenschlüssel: 6264).
- KGA ‚Ernst Ludwig Heim‘ liegt in 13581 auf dem Spandauer Grundstück Egelpfuhlstraße 47 (RBS: 9059, KGA-Plan: 5017, Lage) an der Ecke des Brunsbütteler Damms mit der Egelpfuhlstraße nahe der Ortsteilgrenzen zu Staaken und Wilhelmstadt. Die Anlage mit 61 Parzellen auf 26.194 m² ist eine Daueranlage[67] am Brunsbütteler Damm 189–199.
- KGA ‚Freie Scholle‘ liegt mit 15 Parzellen auf 5990 m² Landesland.[67] Im Straßenregister unter 6328 und im Kleingartenentwicklungsplan unter 5019 (Lage) hat sie die postalische Adresse Egelpfuhlstraße 32–36 und liegt nördlich am Bullengraben östlich der Kolonie ‚Alpenveilchen‘ im Norden begrenzt von Gewerbegebieten.
- BLW ‚Unterbezirk Spandau Gruppe Freiheit‘ liegt unter der postalischen Anschrift Freiheit 49 östlich der Pichelswerderstraße zwischen Bahnstrecke und Freiheit. Die kleine Anlage (Lage) hat drei Parzellen auf 780 m² Bahngelände.[69] Die BLW-Anlage wird im RBS-Verzeichnis unter 6558 und als KGA unter 5203 geführt.
- BLW ‚Unterbezirk Spandau Gruppe Güterbahnhof Ruhleben‘ (KGA: 5202[69], RBS: 16115, Lage) liegt mit 30 Parzellen nahe der ‚Gruppe Freiheit‘ am Güterbahnhof Ruhleben nördlich der Bahnanlagen zur Freiheit auf 9558 m².
- BLW ‚Unterbezirk Staaken Gruppe Haarmannweg‘ ist im RBS mit 6016 im KGA-Plan mit 5209 als Haarmanweg 1 (Lage) mit 36 Parzellen auf einer Fläche von 10.602 m² geführt. Östlich von Staaken befindet sich die Bahnwirtschaft im Gleisdreieck der Bahnanlagen.
- KGA ‚Ludwig-Heim‘ liegt am Neustaakener Graben (der Staakener Ortsteilgrenze) und östlich ist die KGA ‚Ernst-Ludwig-Heim‘ gelegen. Diese KGA auf dem Grundstück Brunsbütteler Damm 217 mit einer Fläche von 30.833 m² besitzt als Dauerkolonie[67] 83 Parzellen. RBS: 9203, KGA: 5041, Lage.
- Wochenendsiedlung (WES) ‚Morellental‘ (Lage) ist eine auf Antrag der Siedler umgewidmete Kolonie mit 2778 m² auf der Halbinsel zwischen Jürgen- und Hauptgraben östlich von Tiefwerder, Dorfstraße 56c, der Straßenschlüssel der WES ist 6555.
- KGA ‚Neuer Wiesengrund‘ (Spekteweg 119): Die Kolonie (RBS: 6569, KGA 5044) südlich vom Spekteweg nahe Hohenzollernring liegt an der Grenze zum Falkenhagener Feld zwischen Spekteweg und Spektegraben (Lage) Mit 24 Parzellen auf 11.075 m² ist sie als fiktive Daueranlage auf Landesland geführt.[71]
- KGA ‚Paulsfelde‘ (Kolonie ‚Paulsfelde‘) ist eine kleine fiktive Daueranlage mit fünf Parzellen, im Plan (5049, Lage) auf 1616 m² des Grundstücks Spekteweg 1 liegt sie östlich benachbart der KGA ‚Neuer Wiesengrund‘ am Hohenzollernring gegenüber vom Ortsteil Falkenhagener Feld.
- KGA ‚Ruhleben‘ (PLZ: 13597, RBS: 6656, KGA-Plan: 5055,Lage) liegt nördlich der Charlottenburger Chaussee an der S-Bahnstrecke in Richtung Heerstraße (Charlottenburger Chaussee 4–32). Mit den 22 Parzellen auf 8878 m² ist sie als Anlage nur zeitlich gesichert[68] denn es liegt ein Bebauungsplan für eine andere Nutzung vor.
- BLW ‚Unterbezirk Spandau Gruppe Charlottenburger Chaussee‘ ist eine kleine Anlage mit vier Parzellen südlich der Bahnstrecke zur Charlottenburger Chaussee (Lage) am Gelände des Güterbahnhofs. Mit lediglich 1261 m² befinden sich die Parzellen innerhalb des Schienendreiecks und wird als Straßenobjekt unter 16109 und im KGA-Entwicklungsplan als 5201 geführt.
- KGA ‚Ruhlebener Straße‘ (RBS: 9142, KGA: 5056, Lage) liegt auf dem Grundstück Ruhlebener Straße 201 südlich der Ruhlebener Straße und grenzt an den Norden der KGA ‚Tiefwerderweg‘. Die zehn Parzellen auf 3120 m² privatem Pachtland sind als hochgesicherte Kleingartenanlage ausgewiesen.[72]
- KGA ‚Schlangengraben‘ (PLZ: 13597, Straßennummer: 6681) auf dem Grundstück Pichelswerder Straße 15 (Lage) liegt südlich der Bahnanlagen am S-Bahnhof Stresow zwischen Ernst-Ludwig-Heim-Schule und Pichelswerderstraße. Im Kleingartenentwicklungsplan wird die gesamte landeseigene Fläche in drei Teilen geführt. 5059c mit neun Parzellen auf 3789 sind für eine andere Nutzung vorgesehen,[68] 5059a mit 97 Parzellen auf 40.237 m² sind als Daueranlage aufgenommen, ebenso wie unter 5059b 34 Parzellen auf 9511 m².
- KGA ‚Sonnenschein‘ (RBS: 6709, KGA: 5063, Lage) liegt zwischen der Charlottenburger Chaussee und der Bezirksgrenze zu Charlottenburg, westlich vom U-Bahnhof Ruhleben mit 64 Parzellen und acht Dauerbewohnern auf den 28.346 m² Privatpachtland des Grundstücks Charlottenburger Chaussee 27–43 und ist als hoch gesicherte Anlage[72] aufgenommen.
- BLW ‚Unterbezirk Spandau Gruppe Spandau-West‘ ist eine Bahnlandwirtschaft die im Regionalen Bezugssystem (RBS) mit 16111 und im KGA-Plan mit 5205 geführt wird, diese mit drei Parzellen kleine Anlage (Lage) auf dem Grundstück Staakener Straße 85/86 (1.570 m²) liegt westlich vom Fern-, Regional- und S-Bahnhof Spandau an der Staakener Straße.
- BLW ‚Unterbezirk Spandau Gruppe Staakener Straße‘ liegt auf dem Grundstück Staakener Straße 119–124 (Lage) mit neun Parzellen am Ortsteilrand zu Staaken nördlich der Bahnanlagen auf 3230 Bahnland (RBS: 9535, KGA: 5208)
- Wochenendsiedlung ‚Steingrund‘ (RBS: 9411, Lage) ist eine sonstige Kleingartensiedlung 12.064 m² auf dem Askanierring 155, die nicht dem Bundeskleingartengesetz unterliegt. Sie liegt südöstlich vom Falkenhagener Tor zwischen Hohenzollern- und Askanierring im Norden begrenzt vom Spielplatz und dem Gewerbegebäude Askanierring 156 im Süden.
- KGA ‚Tiefwerderweg‘ mit 23 Parzellen auf 7634 m² Privatland, Grundstück Tiefwerder Weg 2–4, ist im Kleingartenentwicklungsplan als 5069 und im Berliner Straßenplan als 9143 geführt. Die hoch gesicherte Anlage[72] liegt südlich der Ruhlebener Straße am Südrand der KGA Ruhlebener Straße (Lage).
- KGA ‚Tsingtau‘ am Hohenzollernring 161f (PLZ: 13585, Lage, RBS: 6755). Die Kolonie (Hohenzollernring) liegt an den Spektewiesen entlang der Katholischen Schule ‚Bernhard Lichtenberg‘ und ist im Entwicklungsplan als fiktive Daueranlage[71] unter 5070 mit 18 Parzellen auf 6204 m² aufgenommen.
- KGA ‚Unterhavel-Wilhelmstadt‘: Die Anlage am Kraftwerk Unterhavel wird von der Ruhlebener Straße und der Ortsteilgrenze zu Wilhelmstadt eingeschlossen. Auf dem Grundstück Am Oberhafen 10 (Kraftwerk Unterhavel, RBS: 6779, KGA: 5071 Lage) Eine fiktive Dauerkleingartenanlage mit 17 Parzellen auf 6700 m².
- KGA ‚Wiesengrund‘ (PLZ 13581, RBS: 6319 KGA: 5074, Lage) auf dem Grundstück Altonaer Str. 100/102 ist eine nur zeitlich geschützte Anlage[68] mit neun Parzellen auf 3885 m² liegt am Westende der Altonaer Straße / Ecke Nauener Straße und ist von Gewerbeflächen am Brunsbütteler Damm umgeben.
- KGA ‚Wilhelmsgarten‘ auf dem Grundstück Elsflether Weg 30 liegt zwischen Bullengraben und dem Wohngebiet Grünhofer Weg in der Ortslage Klosterfelde (Lage) und wird von einer Kita und der Konkordiaschule eingeengt. Die 33 Parzellen auf den 12.699 m² Landesfläche liegen in einer Daueranlage[67] Neben der östlicher gelegenen KGA (im Plan 5076) unter der Straßennummer 9065 verzeichneten, besteht noch die KGA ‚Wilhelmsgarten I‘ unter 6845 (Lage).
- KGA ‚Wilhelmsgarten-West‘ liegt nördlich vom Bullengrabengrünzug zum Wohngebiet Grünhofer Weg, westlich die KGA ‚Brunsbüttler Damm‘ liegt am Ostrand die WES (Wochenendsiedlung) ‚Zum Blanken Spaten‘. Mit der Grundstücksangabe Grünhofer Weg 52 (RBS: 6888) ist die Dauerkleingartenanlage[67] unter 5079 (Lage) mit 32 Parzellen auf 8682 m² landeseigenem Pachtland gelegen.
- Die Wochenendsiedlung ‚Zum Blanken Spaten‘ belegt einen Streifen von 5000 m² zwischen den KGA ‚Wilhelmsgarten-West‘ und ‚Altonaer Straße‘ (6015, Lage). Die Wochenendkolonie liegt nördlich vom Bullengrabengrünzug in der Ortslage Klosterfelde und unterliegt nicht dem Bundeskleingartengesetz.

### Parks und sonstige Anlagen

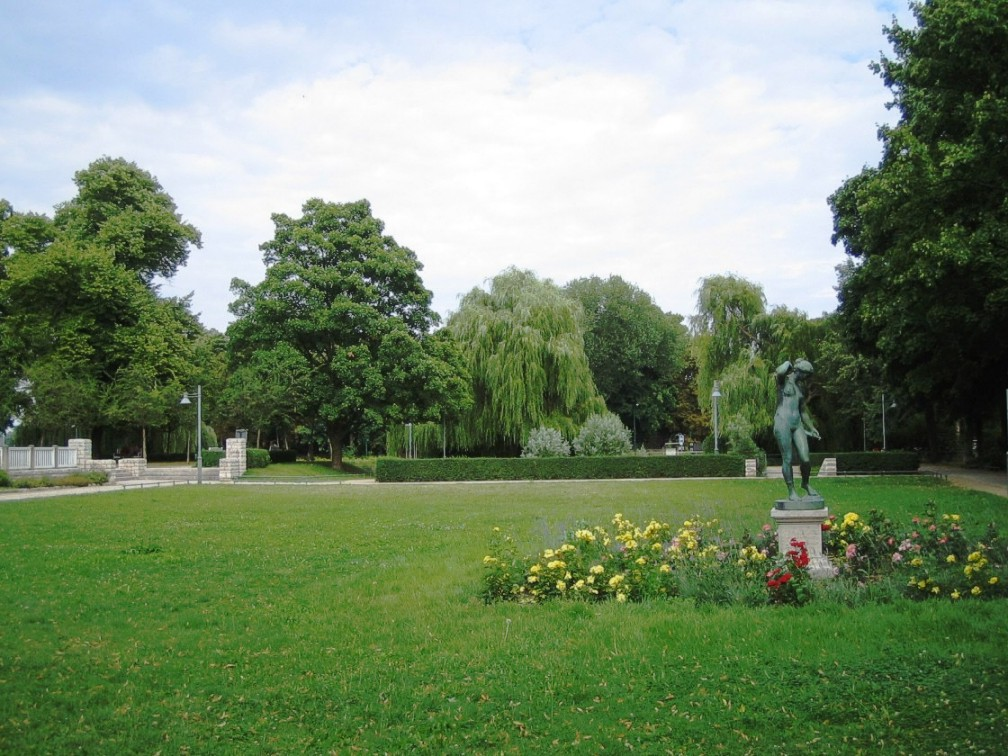
Wröhmännerpark
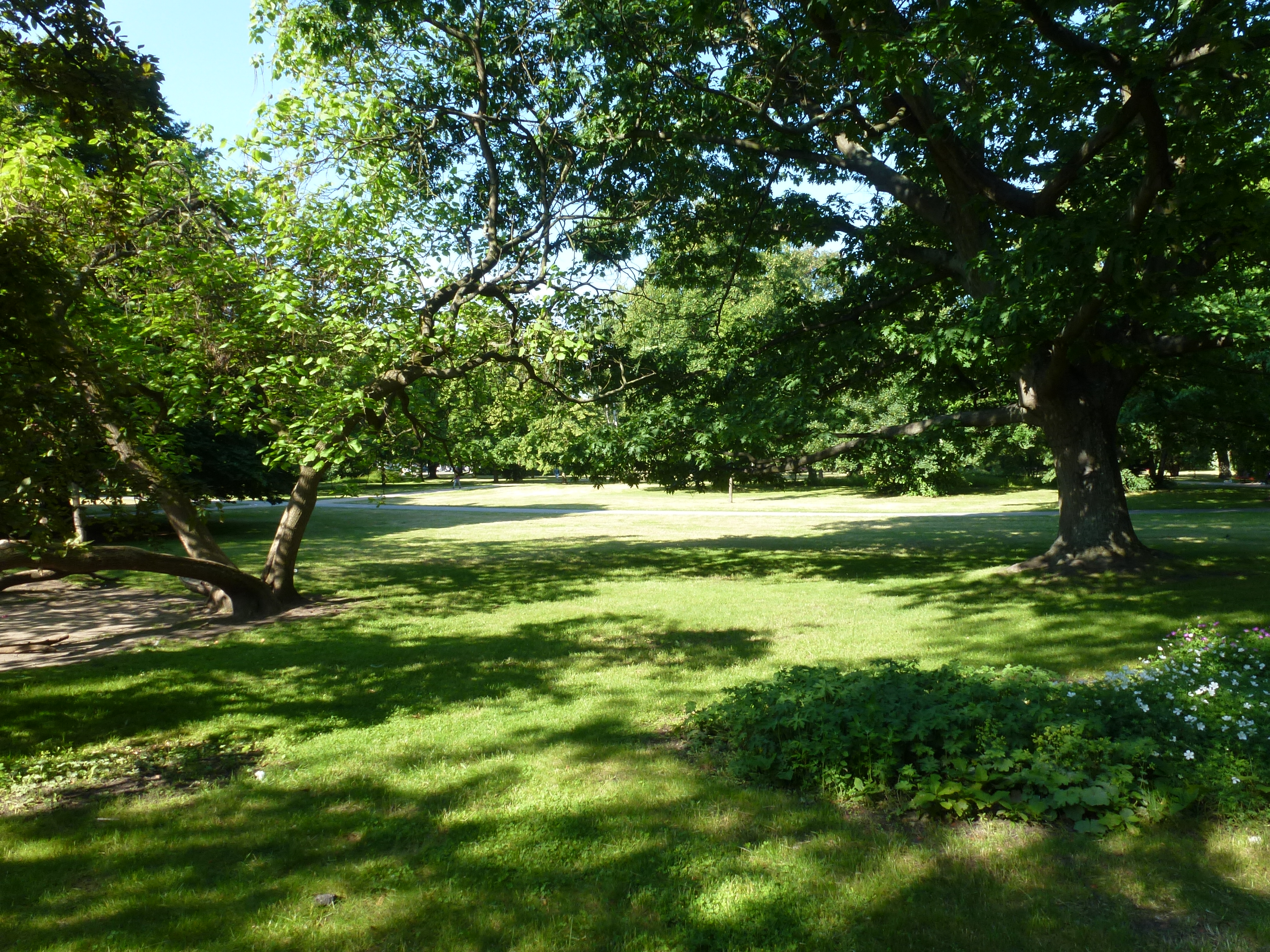
Münsingerpark

- Bullengrabengrünzug
- Koeltzepark
- Münsingerpark und Ramingrünzug
- Schleuse Spandau
- Spektewiesen
- Stabholzgarten
- Stresowpark
- Wröhmännerpark
- Ziegelhof